# Culinária do Brasil
A culinária do Brasil é fruto de uma mistura de ingredientes europeus, indígenas e africanos. Muitos dos componentes das receitas e técnicas de preparo são de origem indígena, tendo sofrido modificações por parte dos portugueses e dos escravos oriundos da África. Esses faziam adaptações dos seus pratos típicos substituindo os ingredientes que faltassem por correspondentes locais. A feijoada à brasileira, o feijão tropeiro e a moqueca são exemplos disso. Os escravos trazidos ao Brasil desde meados do século XVI somaram à culinária nacional elementos como o azeite de dendê e o cuscuz. E as levas de imigrantes recebidas pelo país entre os séculos XIX e XX, vindos em grande número da Europa, trouxeram algumas novidades ao cardápio nacional e concomitantemente fortaleceram o consumo de diversos ingredientes.
A alimentação diária, feita em três refeições, envolve o consumo de café com leite, pão, frutas, bolos e doces no café da manhã, arroz e feijão no almoço — refeição básica do brasileiro, aos quais são somados, por vezes, o macarrão, a carne, a salada e a batata — e, no jantar, sopas e também as várias comidas regionais.
As bebidas destiladas foram trazidas pelos portugueses ou, como a cachaça, fabricadas na terra. O vinho é também muito consumido, por vezes somado à água e açúcar. A cerveja por sua vez começou a ser consumida em fins do século XVIII e é hoje uma das bebidas alcoólicas mais comuns.
As culinárias regionais mais visíveis pertencem aos estados de Minas Gerais e Bahia, sendo a culinária mineira marcada pela influência europeia em iguarias e laticínios como o feijão tropeiro (também um prato da cozinha paulista), o pão de queijo e o queijo de minas frescal, e a culinária baiana pela presença de quitutes africanos como o acarajé, o abará e o vatapá. Já a culinária de Pernambuco destaca-se pela chamada "doçaria pernambucana", ou seja, os doces desenvolvidos durante os períodos colonial e imperial nos seus engenhos de açúcar como o bolo de rolo, o bolo Souza Leão e a cartola, e também pelas bebidas e iguarias salgadas descobertas ou provavelmente originadas no estado a exemplo da cachaça, do beiju e da feijoada à brasileira.

## História

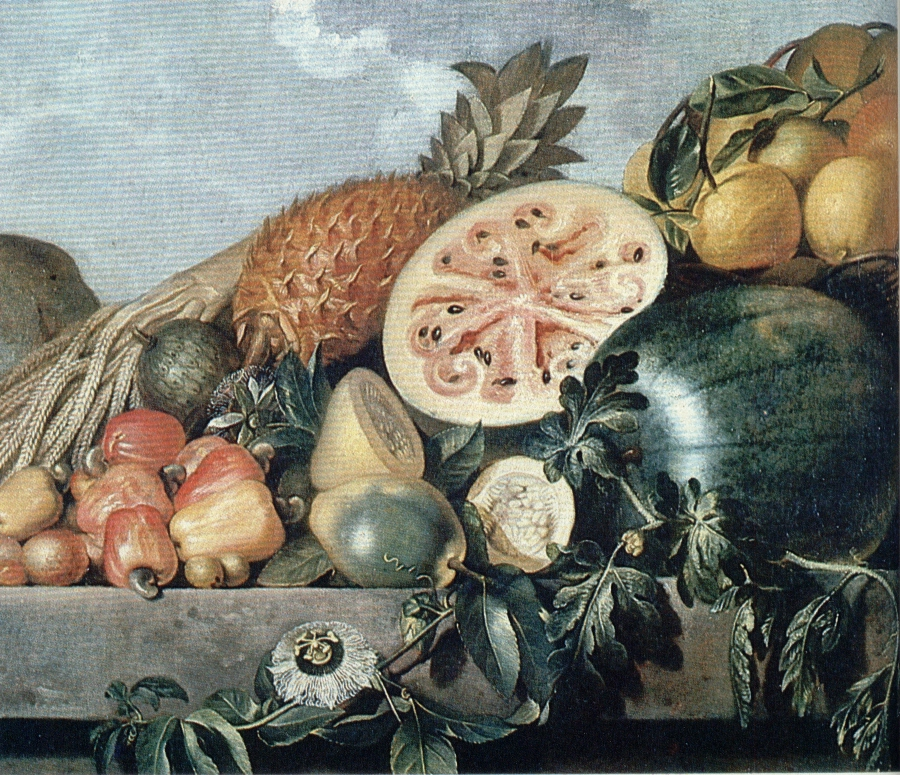
Frutas brasileiras, por Albert Eckhout durante o domínio holandês em Pernambuco.

No período colonial os portugueses assimilaram os ingredientes dos nativos da África, Ásia e América para sobreviver em terras estranhas, mas também por curiosidade. No Brasil a produção interna de alimentos era limitada, pois a economia estava toda voltada para a exportação.
A atual culinária colonial constituinte das bases culinárias do país pode ser dividida em quatro correntes: a do litoral açucareiro; a do norte; a dos bandeirantes; e a quarta, da pecuária.
No norte, os habitantes dependiam mais dos conhecimentos indígenas para sobreviver e para a coleta das drogas do sertão e, por isso, sua alimentação incluía pratos e ingredientes como a carne de peixes como o pirarucu, a carne de jacarés, tartarugas — além de seus ovos — e do peixe-boi do qual se fazia também a manteiga, e frutas.

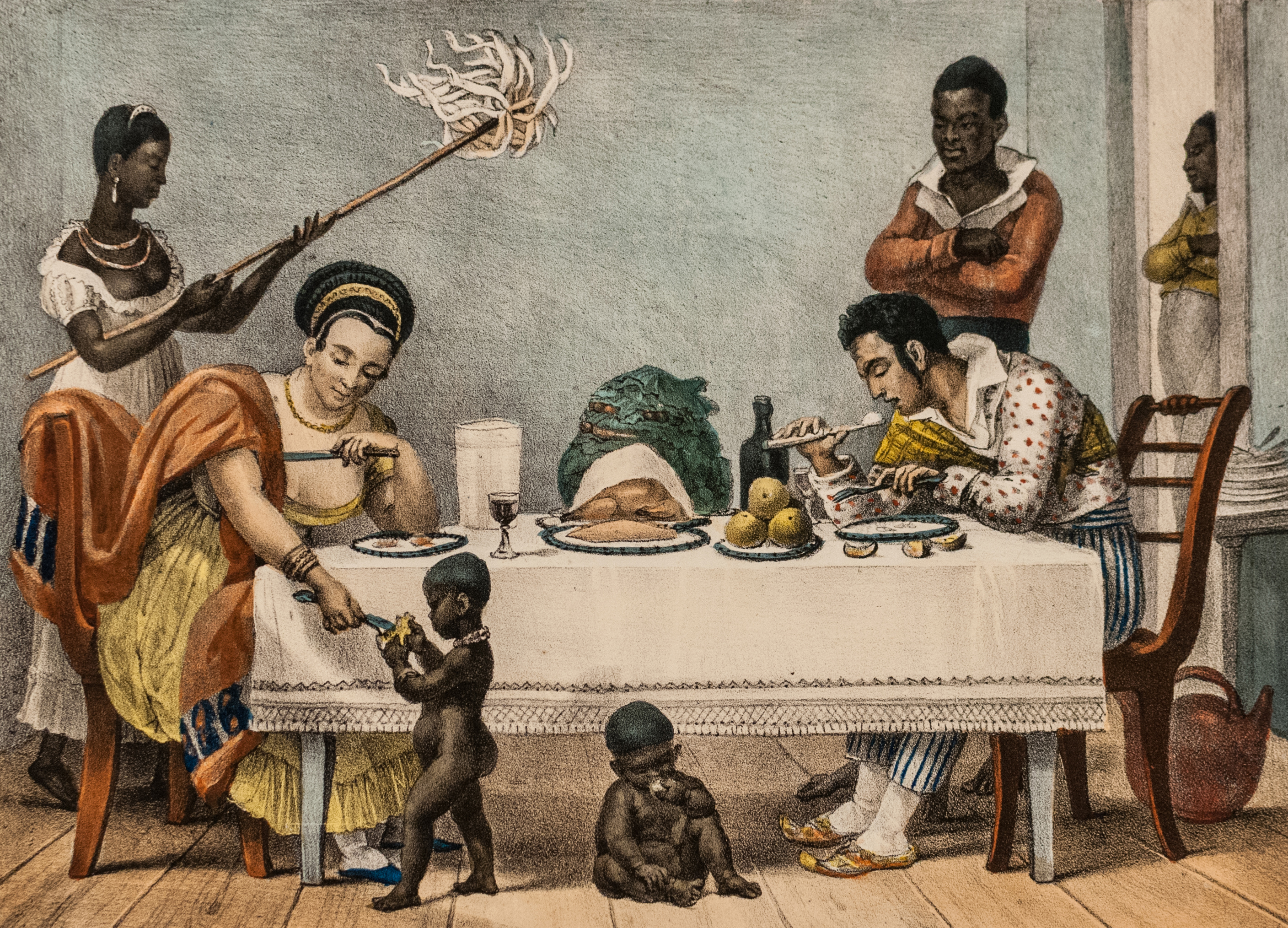
Uma família carioca do século XIX sendo servida por escravos, pintado por Debret, c. 1830.

Como o terreno próximo a Vila de São Paulo do Piratininga era inadequado ao cultivo da cana de açúcar, a economia voltou-se para o interior, para a procura de ouro, pedras preciosas e apresamento dos indígenas e, por isso, puderam desenvolver-se lavouras de subsistência. O sistema de plantação dos tupis — onde se cultivavam pequenas áreas estratégicas — foi aproveitado pelos viajantes: plantava-se uma área para que houvesse alimento na viagem de volta. A própria história influenciou a culinária de cada região.

### Indígenas
A alimentação indígena tinha como alicerce a mandioca, na forma de farinha e de beijus, mas também de frutas, pescado, caça, milho, batata e pirões e, com a chegada dos portugueses, do inhame trazido da África.
Da mandioca, além da farinha e dos vários tipos de beiju, os nativos obtinham o arumbé (massa de mandioca com pimenta), o caxiri (bebida fermentada), o chibé (bebida não alcoólica), o idizinho (mingau de mandioca), o kanapé (pão redondo recheado de amendoim), o ki-pu (bebida), o pão de mandioca, o paparuto (bolo de mandioca e carne) e outros.
Os nativos ingeriam o milho verde assado, mingau de milho verde ou seco, farinha de milho verde ou seco, a quirera (milho moído), pamonha, pipoca, cauim (bebida fermentada), bolo de milho, um tipo de pamonha e um tipo de curau.
Todos os povos indígenas conheciam o fogo e o utilizavam tanto para o aquecimento e a realização de rituais quanto para preparar os alimentos. O fogo também era usado para a confecção de armas e canoas, na guerra e no preparo de utensílios de cerâmica. O domínio do fogo significou um grande avanço do homem em relação aos outros animais. Permitiu a ampliação do leque de alimentos que poderiam ser ingeridos porque, além de torná-los mais palatáveis, permitiu que fossem incluídos em sua dieta alimentos que naturalmente continham substâncias venenosas ou danosas à saúde, mas que eram destruídas pela ação do calor. O fogo, além de permitir uma conservação mais prolongada, também eliminava possíveis organismos patógenos presentes nos alimentos.
As principais formas de preparo da carne eram assá-la em uma panela de barro sobre três pedras (trempe), em um forno subterrâneo (biaribi), espetá-la em gravetos pontudos e colocá-la para assar ao fogo — de onde teria vindo o churrasco do Rio Grande do Sul — colocá-la sobre uma armação de madeira até ficar seca para que assim pudesse ser conservada (moquém) ou algumas vezes cozê-la. No biaribiri colocavam uma camada de folhas grandes em um buraco e sobre elas a carne a ser assada e sobre essa carne ainda, uma camada de folhas e outra de terra, acendendo sobre tudo um fogueira de onde teria surgido o modo de preparar o barreado do Paraná. Por vezes a carne cozida servia para o preparo de pirões, mistura de farinha de mandioca, água e caldo de carnes. Havia duas formas de prepará-lo, cozido ou escaldado. Na primeira, o caldo é misturado com a farinha aos poucos e mexido até ganhar consistência adequada. Na segunda, simplesmente misturam-se os dois, resultando em um pirão mais mole.
Admite-se que a primeira forma de preparo da carne pelos nativos foi assando-a, uma vez que este processo dispensa o uso de vasilhames de cerâmica.
Ao lado da farinha e do beiju, a caça era outra das principais fontes de alimento As principais carnes eram as de mamíferos como o porco-do-mato, o queixada, o caititu, a paca, o veado, macacos e a anta, que servia a comparações com o boi, a anta estrangeira. Eram preparadas com pele e vísceras, o pêlo queimado pelo fogo e os miúdos, órgãos internos, depois retirados e repartidos.
A pesca, de peixes, moluscos e crustáceos, era realizada com arco a pequenas distâncias, sem haver uma espécie mais apreciada que outras. Os maiores eram assados ou moqueados e os menores cozidos sendo o caldo utilizado para fazer pirão. Por vezes, secavam os peixes e socavam-nos até fazer uma farinha que podia ser transportada durante viagens e caçadas. A paçoca era produzida da mesma maneira, pilando-se a carne com a farinha de mandioca, alimento posteriormente adaptado com castanhas de caju, amendoins e açúcar no lugar da carne e transformado em um doce.
Para temperar o alimento usavam a pimenta ou uma mistura de pimenta e sal pilada chamada ionquet, inquitaia, juquitaia, ijuqui. O tempero era sempre adicionado após o preparo e consumido com o alimento, colocando-se um naco de comida na boca e, em seguida, o tempero. O sal era obtido a partir de difíceis processos de secagem da água do mar, em salinas naturais — sal mineral — ou a partir da cinza de vegetais.
A grande maioria dos indígenas do interior desconhecia o cloreto de sódio e tentavam suprimir esta carência através da geofagia, ou seja, ingestão de terra, ou produzindo sal através das cinzas de vegetais. Alguns depósitos de sal gema eram encontrados no interior da Amazônia, principalmente no Peru, e eram explorados por tribos locais para uso próprio e comércio.
Outros temperos utilizados pelos nativos eram folhas de macaxeira, formigas torradas com sal e pimenta, o arubé (tempero pastoso que era feito com o tucupi, pimenta triturada e tapioca), o tucupi com saúvas e a massa do fruto do japurá. Como temperos eram também utilizados um tipo de coentro, um tipo de açafrão, um tipo de gengibre e, às vezes, urucum

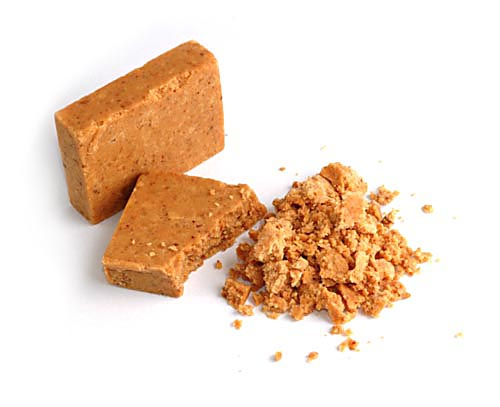
Paçoca de amendoim

Entre os alimentos líquidos indígenas encontra-se a origem do tacacá, do tucupi, da canjica e da pamonha. O primeiro surge a partir do sumo da mandioca cozida, chamado manipueira, misturado com caldo de peixe ou carne, alho, pimenta e sal e o segundo a partir da fervura mais demorada do mesmo sumo. A canjica era uma pasta de milho puro até receber o leite, o açúcar e a canela dos portugueses ganhando adaptações de acordo com o preparo, como o mungunzá, nome africano para o milho cozido com leite, e o curau, feito com milho mais grosso. A pamonha era um bolo mais grosso de milho ou arroz envolvido em folhas de bananeira. Fabricavam também bebidas alucinógenas para reuniões sociais ou religiosas como a jurema no Nordeste. Com seus ingredientes e técnicas a culinária indígena formaria a base da culinária brasileira e daria sua autenticidade, com a mandioca sendo o ingrediente nacional, pois incluído na maioria dos pratos.
Admite-se como herança da Culinária indígena no Brasil também a tapioca, a pipoca, a moqueca indígena, o arabu (gemas de ovos de tartaruga ou tracajá e farinha), e o paxicá (picado de fígado de tartaruga com sal, limão e pimenta malagueta). Como herança também ficou o método de cozinhar indígena, a mixira, onde se corta em pedaços o peixe ou a carne, coloca-os em um vasilhame que em seguida é tapado, cozinhando-os em fogo brando.
Os nativos eram também grandes apreciadores de insetos e suas larvas, e também de aranhas, carrapatos, escorpiões, lacraias e centopeias (ver: Antropoentomofagia). Muitos incluíam a terra (barro, argila) em suas dietas.
Além dos alimentos acima várias tribos de nativos também consumiam a carne e ossos triturados humanos não apenas como parte de rituais como também como fonte de energia (ver: Antropofagia no Brasil).

### Africanos

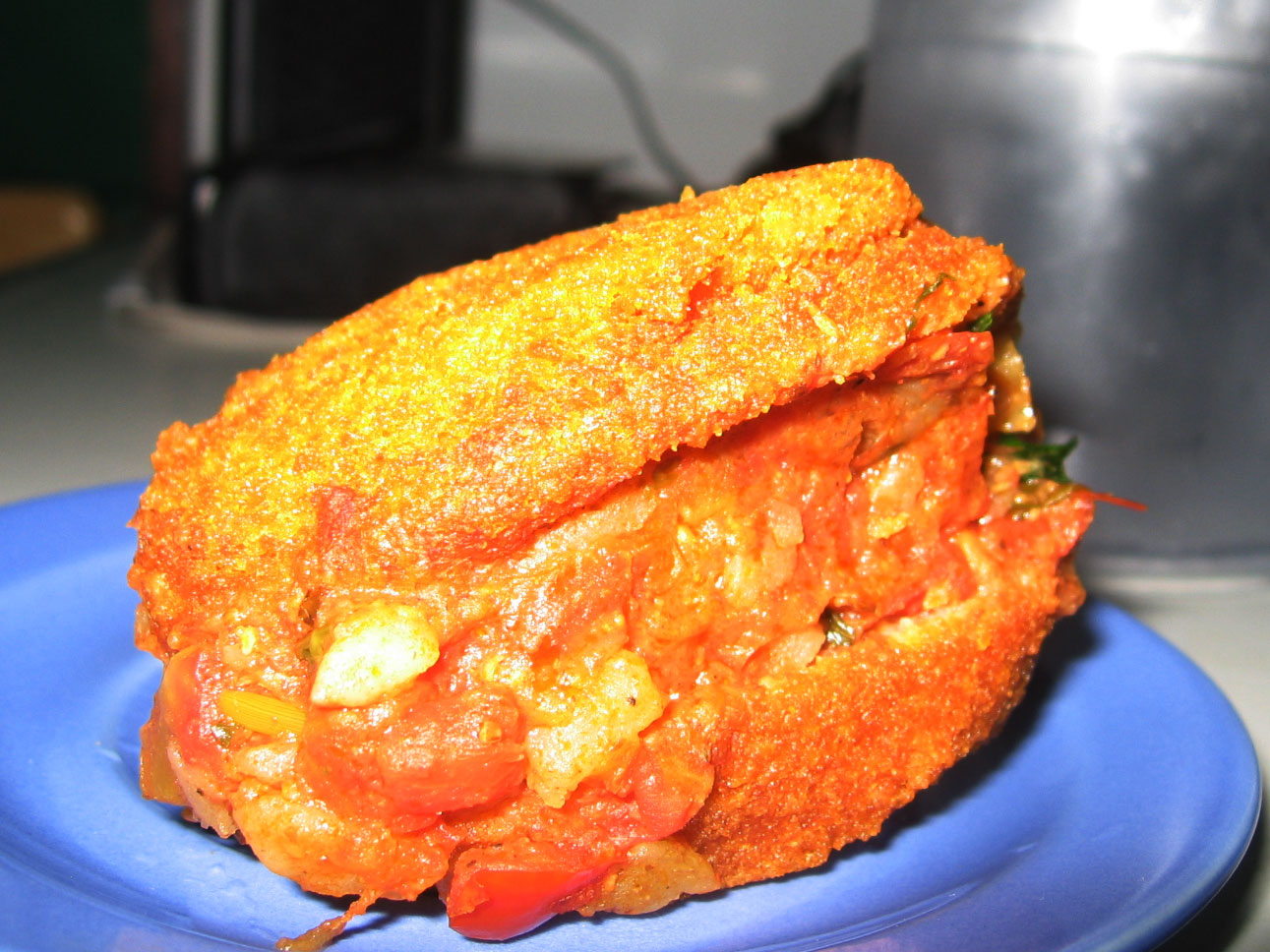
Acarajé

A alimentação cotidiana na África por volta do século XVI incluía arroz, feijão (feijão-fradinho), milhetos, sorgo e cuscuz. A carne era em sua maior parte da caça abundante de antílopes, gazelas, búfalos, aves, hipopótamos e elefantes. Pescavam pouco, de arpão, rede e arco. Criavam gado ovino, bovino e caprino, mas a carne dos animais de criação era em geral destinada ao sacrifício e trocas; serviam como reserva monetária. Preparavam os alimentos, assando, tostando ou cozendo-o e para temperar a comida tinham apreço pelas pimentas, mas também utilizavam molhos de óleos vegetais, como o azeite de dendê que acompanhavam a maioria dos alimentos.
O escravo era apresentado aos gêneros brasileiros antes mesmo de deixar a África, recebendo uma ração de feijão, milho, aipim, farinha de mandioca e peixes para a travessia. A base da alimentação escrava não variava de acordo com a função que fosse exercer, quer fosse nos engenhos, nas minas ou na venda. Essa base era a farinha de mandioca. Ela variava mais em função de seu trabalho ser urbano ou rural e de seu proprietário ser rico ou pobre. A alimentação dos escravos nas propriedades ricas incluía canjica, feijão-preto, toucinho, carne-seca, laranjas, bananas, farinha de mandioca e o que conseguisse pescar e caçar; nas pobres era de farinha, laranjas e bananas. Nas cidades, a venda de alguns pratos poderia melhorar a alimentação do escravo através dos recursos extras conseguidos. Os temperos usados eram o açafrão, o óleo de dendê e o leite de coco. Este último tem sua origem nas Índias e seria usado na costa leste da África já no século XVI, sendo trazido para o Brasil aonde é utilizado para regar peixes, mariscos, o arroz-de-coco, o cuscuz, o mungunzá e ainda diversos outras iguarias.
Prato apreciado no Brasil atualmente, o cuscuz era conhecido em Portugal e na África antes da chegada dos portugueses ao Brasil. Surgido no norte da África, entre os berberes, ele podia ser feito de arroz, sorgo, milhetos ou farinha de trigo e consumido com frutos do mar. Com o transporte do milho da América ele passou a ser feito principalmente deste. No Brasil é por regra, consumido doce, feito com leite e leite de coco, a não ser o cuscuz paulista, consumido com ovos cozidos, cebola, alho, cheiro-verde e outros legumes.

### Europeus e outros povos

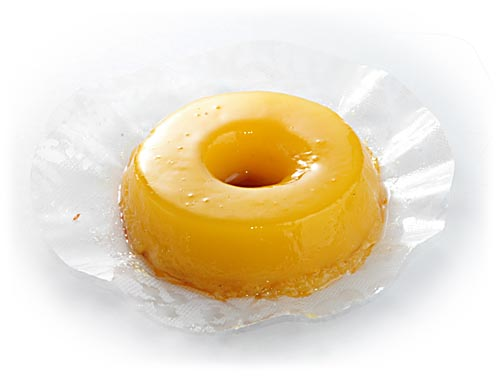
Quindim

Dos imigrantes chegados ao Brasil do século XIX ao início do século XX, como alemães, italianos, espanhóis, sírio-libaneses, japoneses, foram os alemães e italianos que deixam maiores influências na culinária nacional. Os alemães não muito numerosos, vindos de diferentes regiões da Alemanha e limitados ao Sul e Sudeste do país apenas reforçam o consumo de gêneros já utilizados pelos portugueses como a cerveja, a carne salgada, sobretudo de porco, e as batatas. Ao mesmo tempo em que mantêm o consumo de alguns gêneros como as salsichas, a mortadela, o toucinho e a cerveja, mostram-se adaptativos substituindo o que lhes falta da terra natal por matérias-primas locais. As comidas típicas da Alemanha não se difundem pelo país.
Os italianos por sua vez, em maior número e mais espalhados pelo território nacional conseguem impor as massas de farinha de trigo e os molhos. O macarrão italiano tornou-se alimento complementar, ao lado da farofa, do feijão, do arroz e das carnes. Além do macarrão, outras massas italianas foram trazidas como a pizza, o ravioli e a lasanha e outras comidas que não são massas como os risottos e a polenta. Divulgaram também o sorvete como doce e sobremesas. Fortaleceram o gosto pelo queijo, usado em todas as massas, tanto que o queijo passa a ser consumido com doces e frutas, como junto da goiabada ("Romeu e Julieta"), ou sozinho, assado.

## Alimentação diária

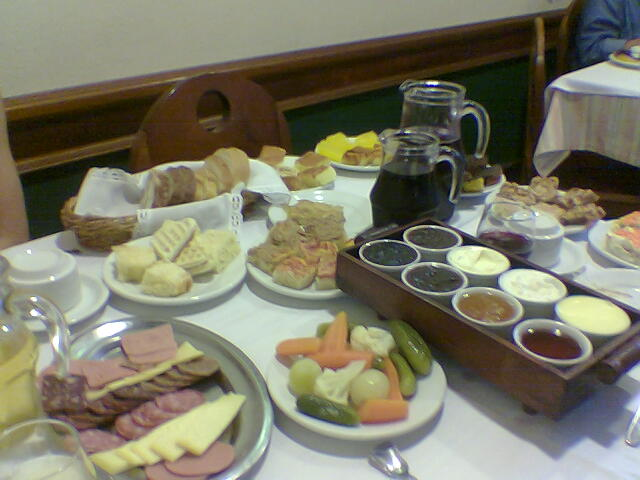
Um café da manhã colonial, típico do Brasil.

Durante o período colonial, a alimentação da maior parte da população não era muito variada e incluía a farinha de mandioca, feijões e carnes-secas. O feijão-preto é de origem sul-americana[ligação inativa] apesar de outras espécies já serem conhecidas na Europa como o feijão-fradinho, a de consumo mais comum em Portugal. O feijão era plantação tipicamente doméstica e sua plantação e colheita estavam a cargo das mulheres, pois os homens ocupavam-se de outras plantações e do gado. Ao lado da mandioca na forma de farinha, era, como é até hoje, elemento principal da alimentação diária, espalhando-se pelo território nacional acompanhando as migrações populacionais, para o interior do Nordeste com a pecuária, para o Centro-Oeste e Sudeste com o ouro e para o Sul, devido a questões fronteiriças nos séculos XVIII e XIX. A dos escravos era composta basicamente de mandioca e milho cozidos ou na forma de farinha, feijões, bananas e laranjas e outras tubérculos. Apenas nos dias festivos havia grande abundância e diversidade de pratos à mesa.
Sem serem consideradas alimentos, as frutas faziam parte do cardápio nacional de diversas formas: ao natural, na forma de doces e na de bebidas, alcoólicas ou não, embora o hábito de beber suco seja trazido pelos portugueses, franceses e holandeses. Muitas frutas foram trazidas pelos portugueses como a jaca, a manga e o jambo no século XVIII e algumas brasileiras levadas para outras colônias. As frutas acompanham os pratos salgados, como a feijoada e as carnes, e preparados, influência indígena e africana na alimentação. Algumas frutas reservavam-se para a infância e muitas superstições envolviam o consumo de outras. Como o alimento não podia ser conservado por muito tempo ao ar livre, os colonos desenvolveram doces em compota e carnes secas e salgadas. Atualmente, no entanto, as frutas são consumidas em sobremesas, sorvetes e vitaminas.

## Pratos típicos

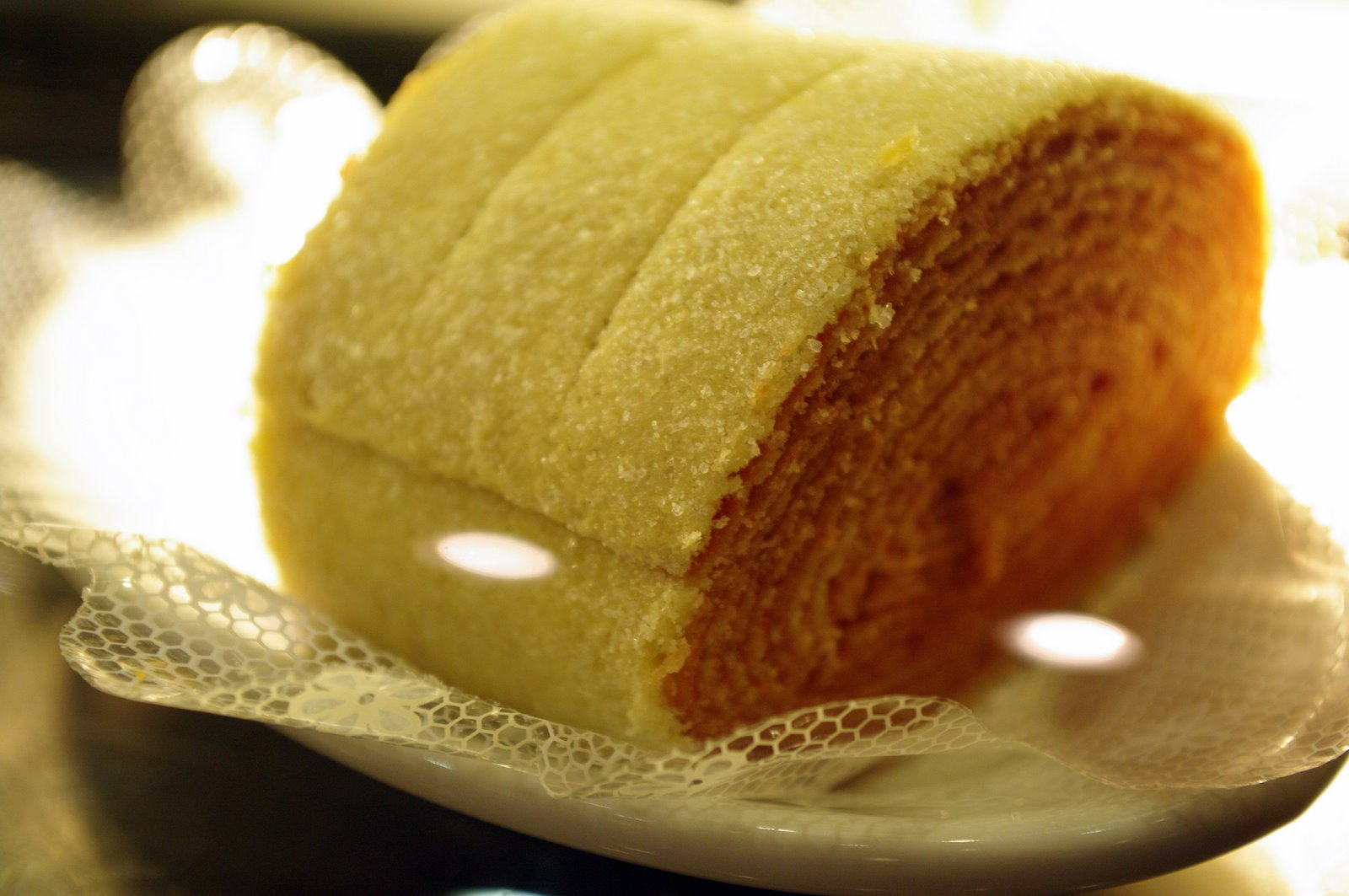
Bolo de rolo, doce típico de Pernambuco.

No Brasil, as comidas regionais são muito variadas de Estado para Estado, justamente por sua grande extensão e sua colonização, o que dá uma variedade enorme de ingredientes e sabores.

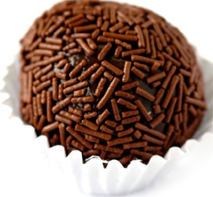
Brigadeiro, doce típico do Sudeste brasileiro.

Esta diversidade está diretamente ligada a origem da população que habita cada estado.
Por exemplo, a culinária da região de Salvador e Recôncavo baiano é amplamente influenciada pelos sabores africanos, mas também pelos portugueses e indígenas.
Os hábitos alimentares variam de região para região de acordo com a história, tanto que é normal desconhecerem-se os quitutes de outras regiões. Assim, no litoral do Nordeste há grande influência africana na culinária, com destaque para o acarajé, vatapá e molho de pimenta; no Norte há uma maior influência indígena, no uso da mandioca e de peixes; no Sudeste há pratos diversos como o feijão tropeiro e angu ligados aos bandeirantes , em Minas Gerais, e a pizza em São Paulo, influência dos imigrantes; e no Sul do país há forte influência da culinária italiana, em pratos como a polenta e também da culinária alemã. O churrasco é típico do Rio Grande do Sul e de Mato Grosso do Sul.

### Centro-Oeste
A culinária de Mato Grosso tem influências da culinária africana, portuguesa, italiana, síria e com a migração dos últimos anos também de pratos típicos de outras regiões brasileiras. Pratos considerados bem mato-grossenses são: Maria Izabel (carne seca com arroz ) o Pacu assado com farofa de couve, a carne seca com banana-da-terra verde, farofa de banana-da-terra madura além do tradicional churrasco pantaneiro que se desenvolveu pelas longas comitivas de gado no pantanal. O peixe em Mato Grosso é um alimento farto, considerado como o principal nas áreas ribeirinhas. Ele pode ser comido frito, assado ou ensopado, recheado com farinha de mandioca ou servido com pedaços de mandioca. Os peixes de mais prestígio nas mesas locais são: o Pacu, a piraputanga, o bagre, o dourado, a cachara, a geripoca, o pacupeva, o pintado, etc.
O povo mato-grossense também aprecia o arroz com pequi, picadinho de carne com quiabo e a carne assada. Há ainda o Guaraná de ralar usado principalmente pelos mais velhos, cujo costume é de tomar pela manhã. Para o café da manhã, vale ainda destacar o Bolo de Arroz e o Bolo de Queijo.

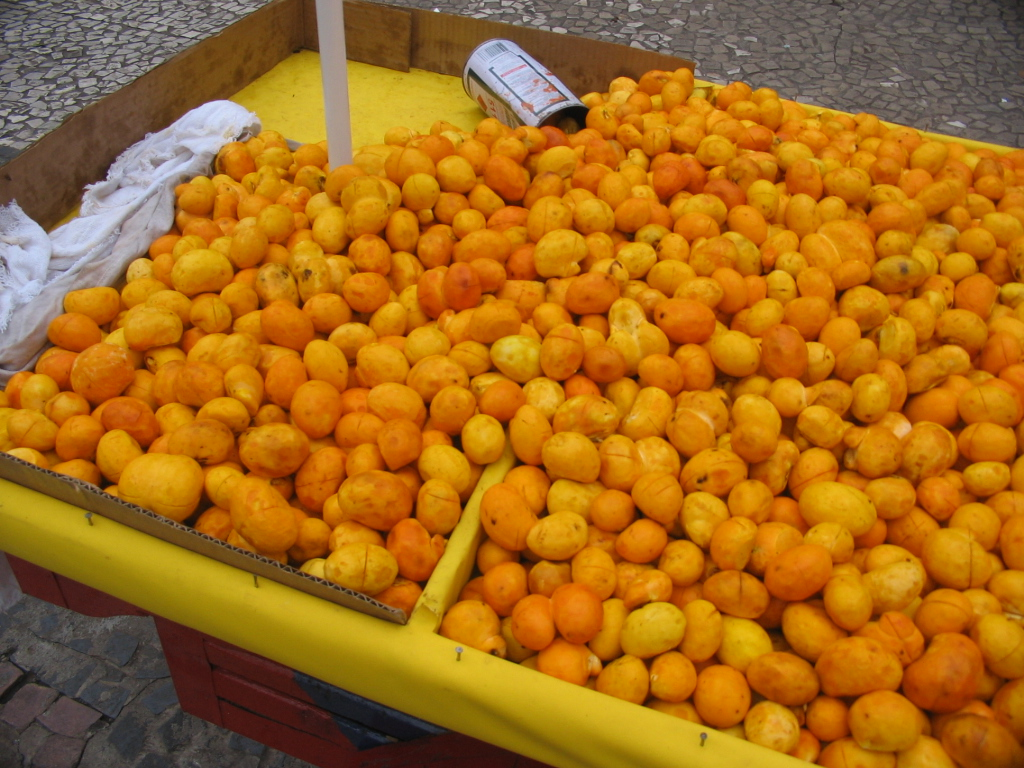
O pequi é ingrediente comum na culinária do Centro-Oeste brasileiro.

Podemos destacar a variedade de doces e licores apreciados pelos mato-grossenses. Temos como os mais famosos o Furrundu (doce feito de mamão e rapadura de cana), o doce de mangaba, o doce de goiaba, o doce de caju em calda, o doce de figo, o doce de abóbora, e outros. Como aperitivo temos o Licor de pequi, Licor de caju, Licor de mangaba, e outros.
O pequi é um fruto muito popular na culinária do estado de Goiás, comido geralmente com o arroz ou frango cozido. O Milho tem uma presença forte na culinária goiana. Colhido ainda verde, seus grãos podem ser cozidos na espiga e ingeridos desta forma, ou cortados e refogados. O milho verde é também o ingrediente principal de diversos pratos, como a Pamonha, o Angu e o Curau. Outro prato tradicional de Goiás é o Empadão goiano, uma torta salgada sendo seu recheio composto de ingredientes variados e comuns da região, como o frango, a linguiça suína, o milho verde e outros. São muito apreciados os derivados da carne suína, como a linguiça, o torresmo, a pururuca e a feijoada. A culinária goiana teve e tem forte influência da culinária mineira, mas preserva sua identidade.
O estado de Mato Grosso do Sul, recebeu muita influência países vizinhos e também indígena. Deste estado pode-se destacar a culinária de influência boliviana (arroz boliviano, saltenha), paraguaia (sopa paraguaia, chipa) e japonesa (sobá, yakisoba). Os pantaneiros tiveram grande influência na culinária também como a carne de caça (Tatu, Jacaré Anta). Também pode-se destacar o uso da mandioca, especialmente no churrasco pantaneiro (com mandioca e carne bovina).
Também é muito apreciado o macarrão boiadeiro, uma espécie de sopa com pouco caldo.
As bebidas típicas do estado de MS são principalmente o Tereré, que é uma infusão de água gelada e erva-mate servido numa guampa de chifre de boi. Bebida que é oficialmente patrimônio imaterial de Mato Grosso do Sul. Outras bebidas que se destacam são o caldo de piranha (feito um pirão de piranha e coado, tomando-se o líquido. Costuma-se tomar o caldo de piranha em cumbucas bem apimentados. O caldo pode ser engrossado com farinha de mandioca), chimarrão (infusão de água quente e erva-mate servido numa cuia), licor de pequi (bebida doce à base de álcool e pequi), Mate Chimarrão Libra (refrigerante feito de erva-mate que é muito popular na cidade de Corumbá) e sorvete de bocaiuva (sorvete feito da farinha de Bocaiuva).

### Norte

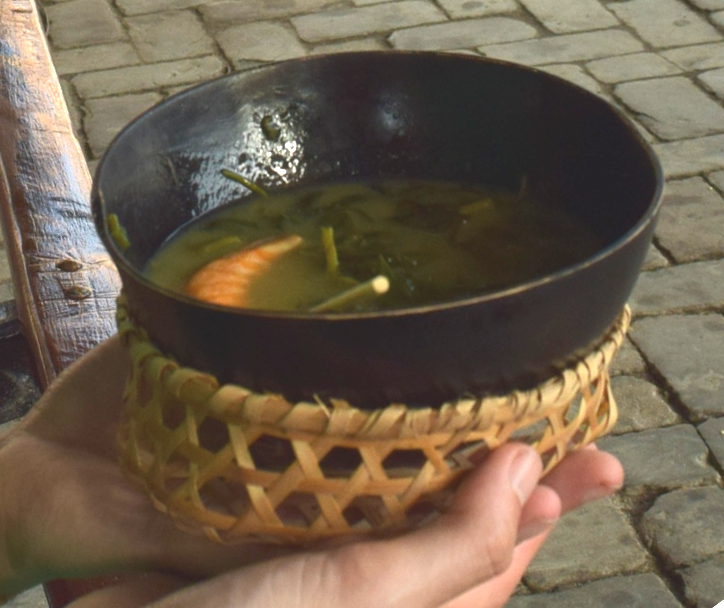
Tacacá

Os pratos do Norte do Brasil possuem forte influência indígena e portuguesa. Pratos conhecidos incluem:
- A maniçoba, popularmente chamada de "feijoada paraense". Prato feito das folhas da mandioca processada, a "maniva", e cozidas por 7 dias e carne de porco, como na feijoada;
- O pato no tucupi, feito de tucupi, pato regional e folhas de jambu acompanhado de arroz branco e farinha d'água;
- O picadinho de jacaré (prato feito com a carne do jacaré);
- O pirarucu de casaca, preparado com farofa (feita de farinha d'água, ou farinha de mandioca), azeitonas, ovos e vinagrete com cheiro-verde;
- Os pratos com peixes, como tambaqui, pirarucu, jaraqui, "filhote" (piraíba ainda pequena), pescada amarela, bijupirá, tucunaré, bodó, entre outros, acompanhados geralmente de arroz branco, farinha d'água e pirão de peixe;
- O tacacá (caldo quente, servido na cuia e composto por tucupi, camarões secos, jambu e goma);
- O vatapá paraense, feito à base de pão com camarões secos, caldo de camarão e dendê, diferenciando-se do baiano pela ausência de amendoim, castanha-de-caju, gengibre ou fubá.

A maniçoba, o pato no tucupi e o vatapá paraense, são pratos geralmente escolhidos para o almoço do Círio de Nossa Senhora de Nazaré, o "Natal Paraense".

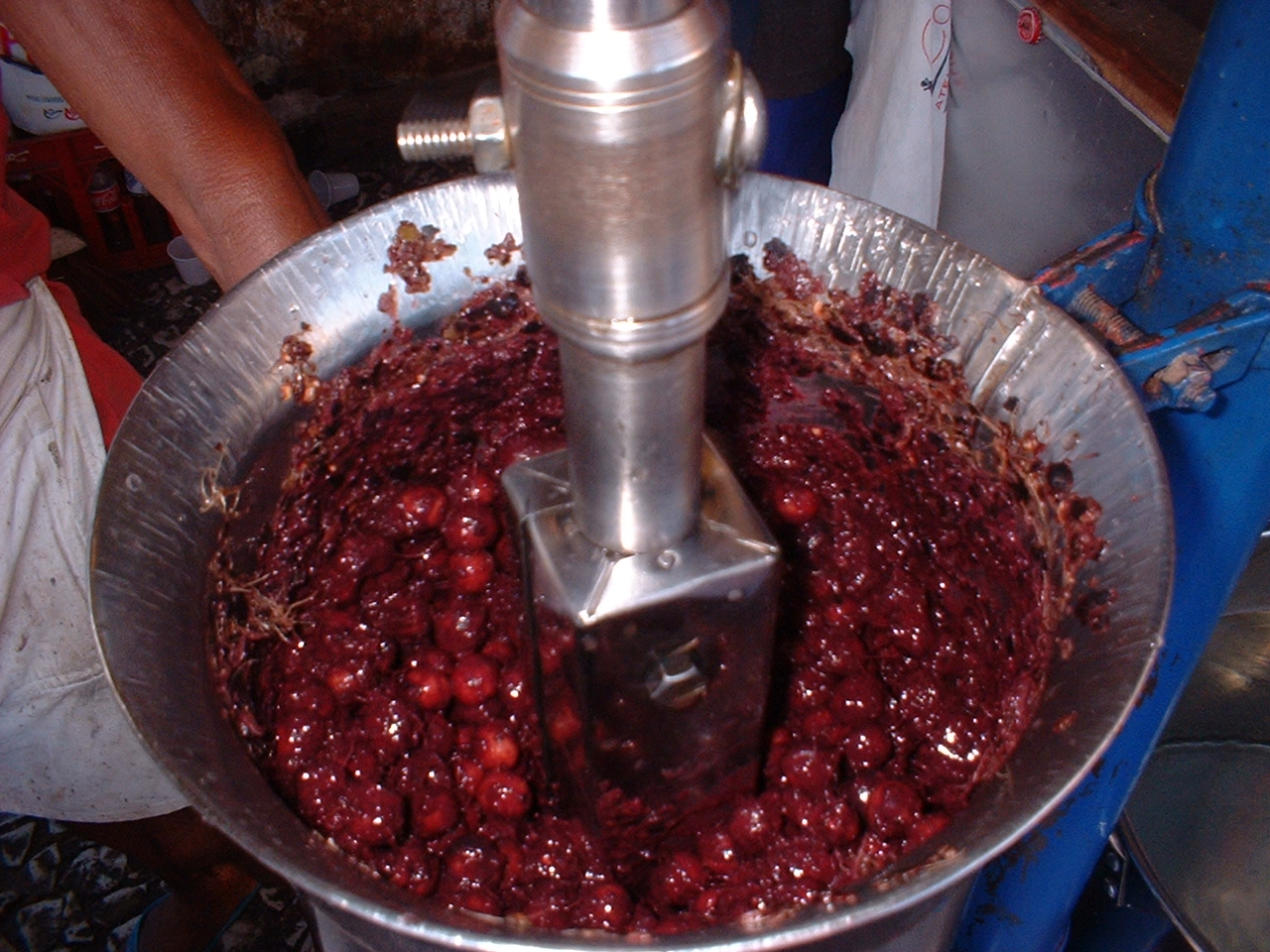
Despolpadeira de açaí nas ruas de Belém do Pará.

Entre os doces e as miudezas, destacam-se:
- O açaí, servido com farinha de tapioca e açúcar (como consumido no Amazonas) ou acompanhado de carne seca ou camarão seco e farinha d'água (como consumido no Pará);
- Doces de colher feitos com frutas, como o doce de cupuaçu e o doce de bacuri. Estes geralmente são consumidos acompanhados de queijo, que pode ser queijo-cuia;
- Bolo de macaxeira;
- Biscoito de castanha-do-pará;
- Mingaus, como munguzá, mingau de tapioca, mingau de farinha d'água, mingau de banana, entre outros;
- Biju;
- Pudins e cremes de açaí ou frutas típicas;
- Sorvetes de frutas regionais, como os sorvetes da rede Cairu. Um prato muito consumido também e de origem indígena é o Tacacá, feito à base de tucupi e goma, com acréscimo de camarões.

Entre os lanches e salgados, destacam-se:
- O x-caboquinho, tradicional sanduíche do Amazonas com tucumã, queijo coalho e banana pacovã frita;
- Banana frita, nas versões doce e salgada (chips de banana);
- Tapioca, servida apenas com manteiga ou com demais recheios, tais como tucumã, queijo, presunto, ovo, etc.;
- Salgados à base de camarão, caranguejo, peixe, jambu ou outras iguarias regionais.

### Nordeste

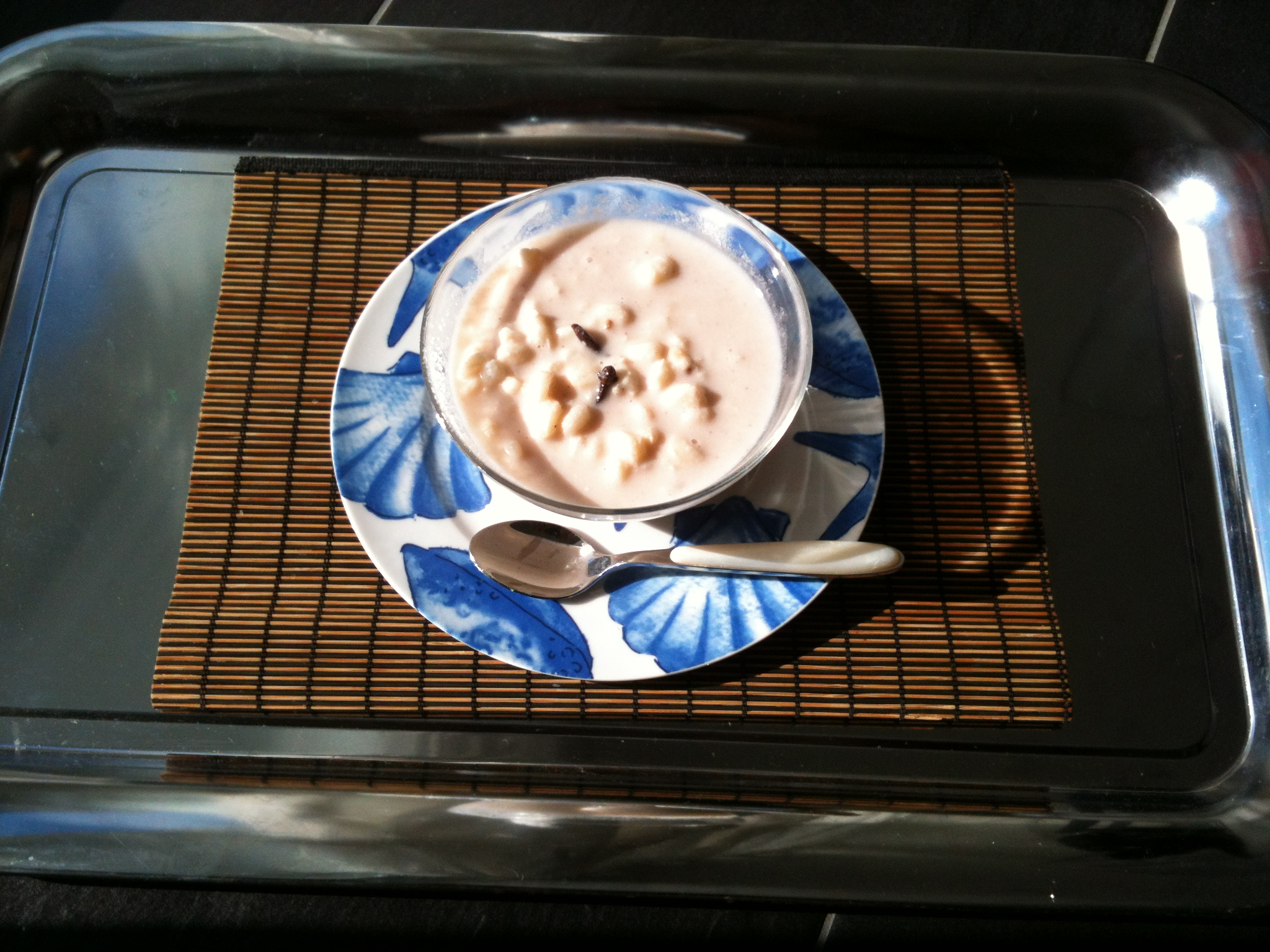
Munguzá, iguaria doce muito consumida na região Nordeste.

A culinária nordestina é fortemente influenciada pela suas condições geográficas e econômicas ao longo da história, assim como pela antiga mistura das culturas portuguesa, indígena e africana, iniciada ainda no século XVI. As comidas quase sempre têm como ingredientes produtos vegetais, muitas vezes cultivados pelos índios desde muito antes da colonização portuguesa, carnes de gado bovino e caprino, peixes e frutos do mar, variando bastante de região para região, de acordo com suas características peculiares.
Pratos característicos da Região Nordeste incluem o cuscuz nordestino, o beiju ou tapioca, a buchada de bode, a moqueca, o baião de dois (com diversas variedades, geralmente incluindo também carne seca, queijo coalho, manteiga da terra ou nata), o acarajé (uma iguaria oriunda da África Ocidental que foi tombada pelo IPHAN como patrimônio imaterial em 2004), o mugunzá (feito de feijão e milho, sendo doce em algumas áreas e, em outras, salgado, com linguiça), o vatapá, o caruru, o arrumadinho e o escondidinho. Muitos pratos têm forte influência africana.

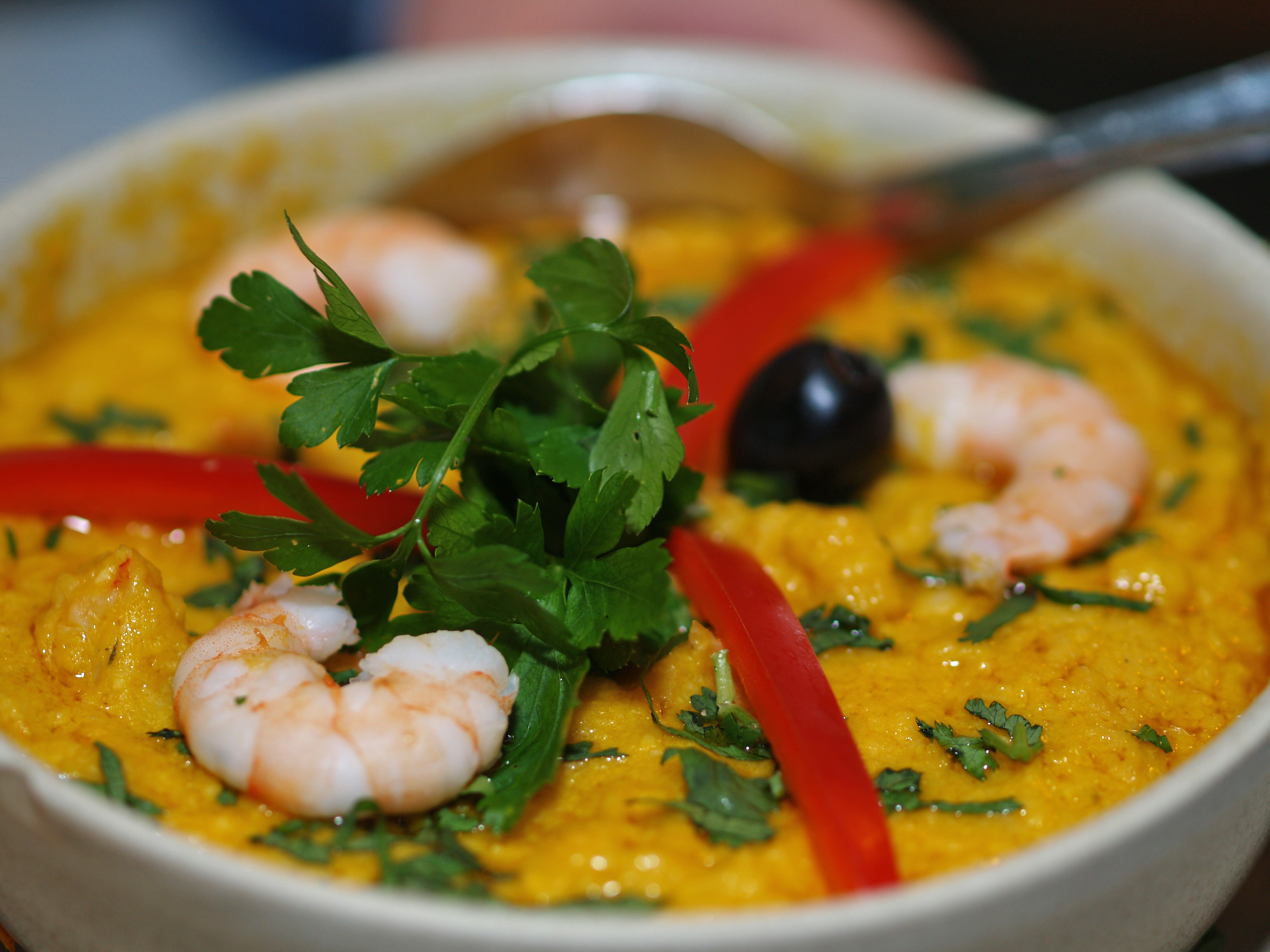
Vatapá, iguaria de origem africana.

Outras comidas tradicionais são a farofa, a paçoca, a canjica, a pamonha, a carne de sol, a rapadura, o queijo coalho, o sequilho, o alfenim, a panelada ou dobradinha, a maria-isabel, a rabada, o sarapatel, o sarrabulho, a galinha à cabidela e os guisados de bode e de carneiro. Um bolo originário de Pernambuco, mas que posteriormente espalhou-se pelo país é o bolo de rolo, feito com farinha de trigo e recheio de goiabada. No Maranhão, desenvolveu-se o cuxá com base em uma erva africana, a vinagreira, recebe ainda o caruru e a língua-de-vaca, outra erva.
A influência africana se estende principalmente pela costa de Pernambuco à Bahia. No restante da costa e no interior, há menos influência da culinária africana. Na costa, são comuns os mariscos, e, em toda a região, as frutas tropicais. As mais conhecidas são as mangas, mamões, goiabas, laranjas, maracujás, abacaxis, fruta-do-conde, e cajus (a fruta e a castanha), mas são muito consumidas também frutas menos frequentes, como o cajá, a seriguela, a cajarana, a pitomba e o buriti. O pequi é também comum em algumas partes do Nordeste, como no sul do Ceará, e é usado em comidas regionais. Diversas variedades de doce são comumente produzidas a partir dessas frutas tropicais, assim como mousses e bolos.

### Sudeste

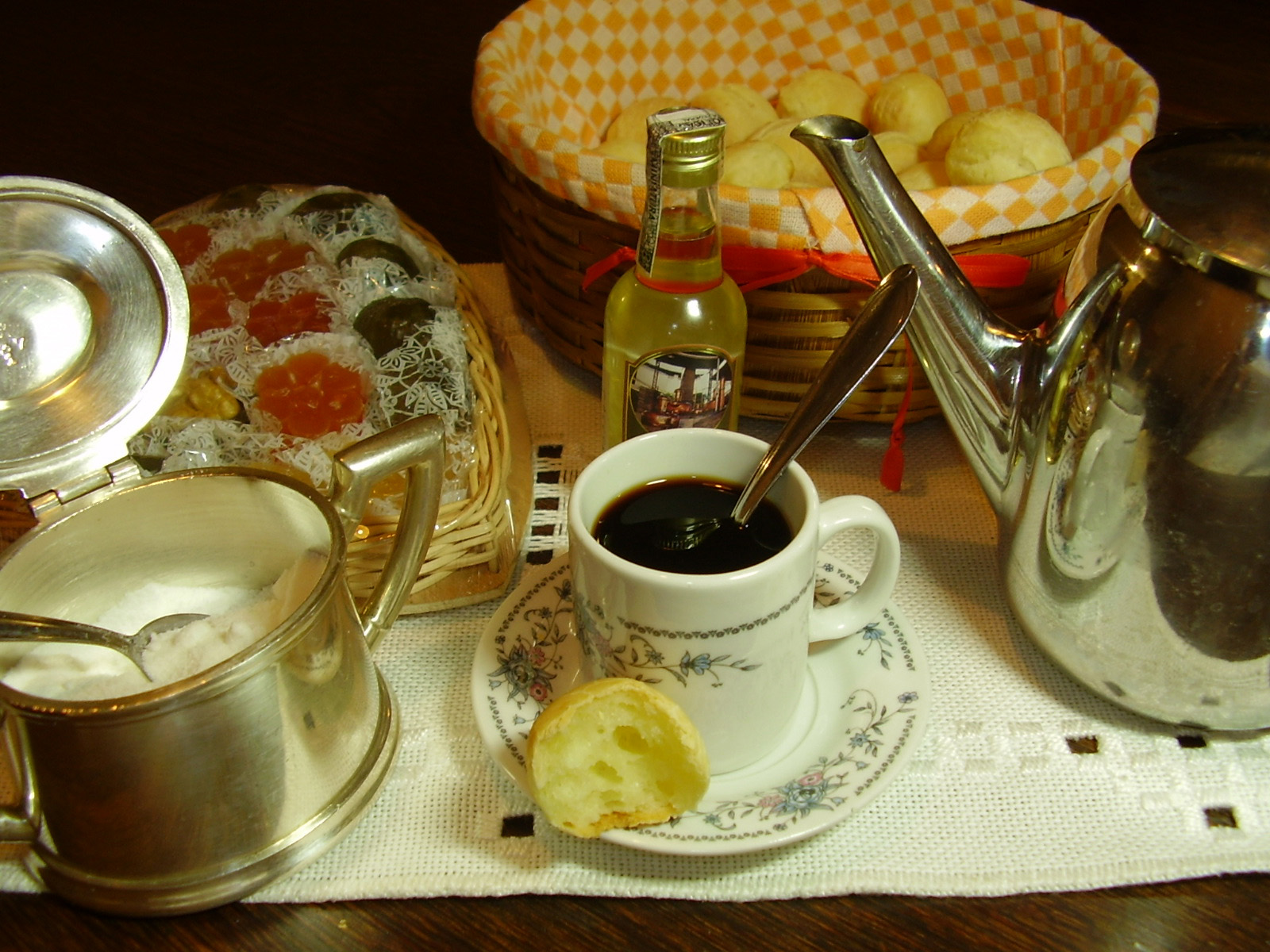
Pão de queijo com café. O pão de queijo é uma variação da chipa, receita sul-americana.

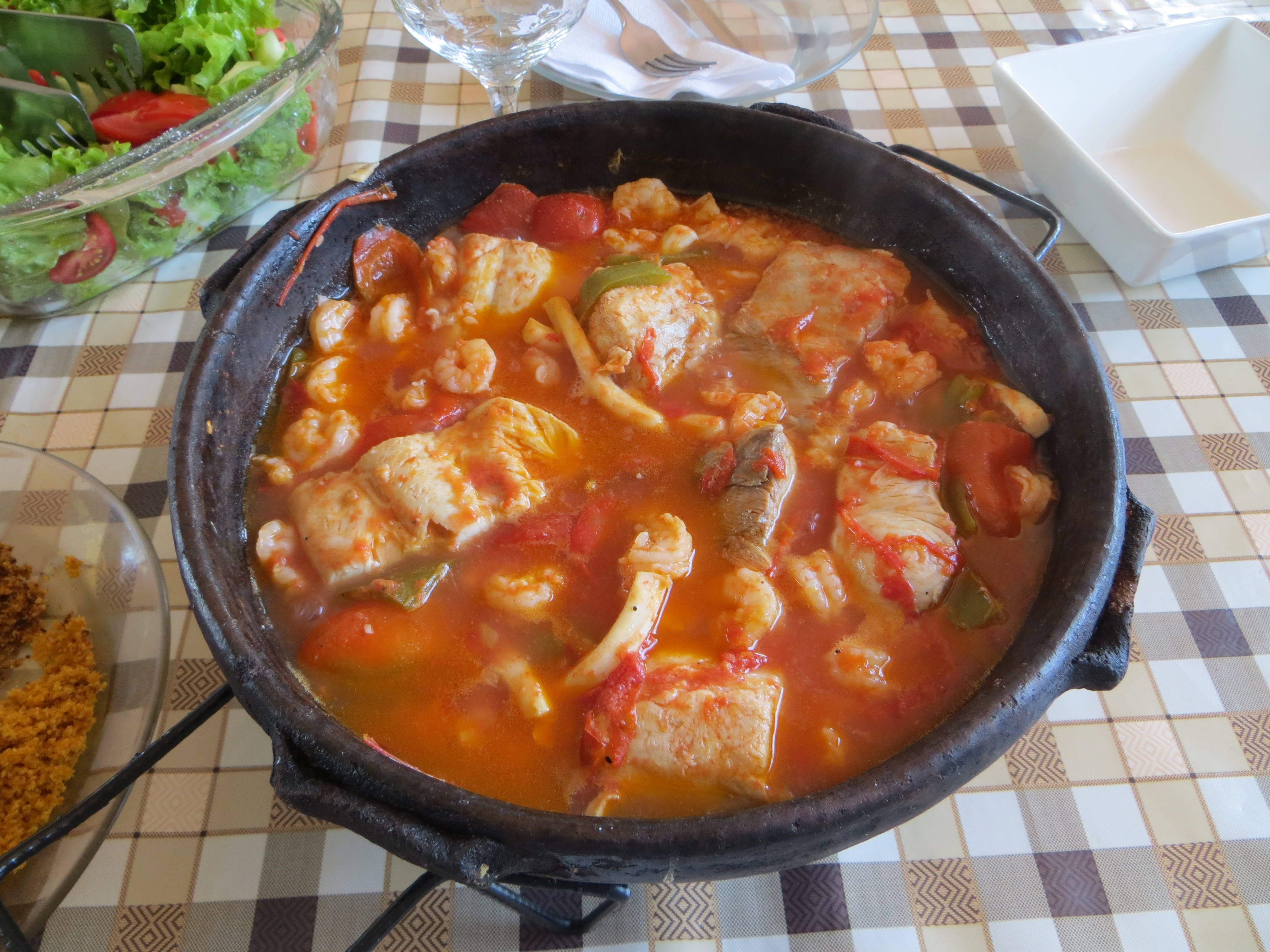
Uma moqueca capixaba feita em casa.

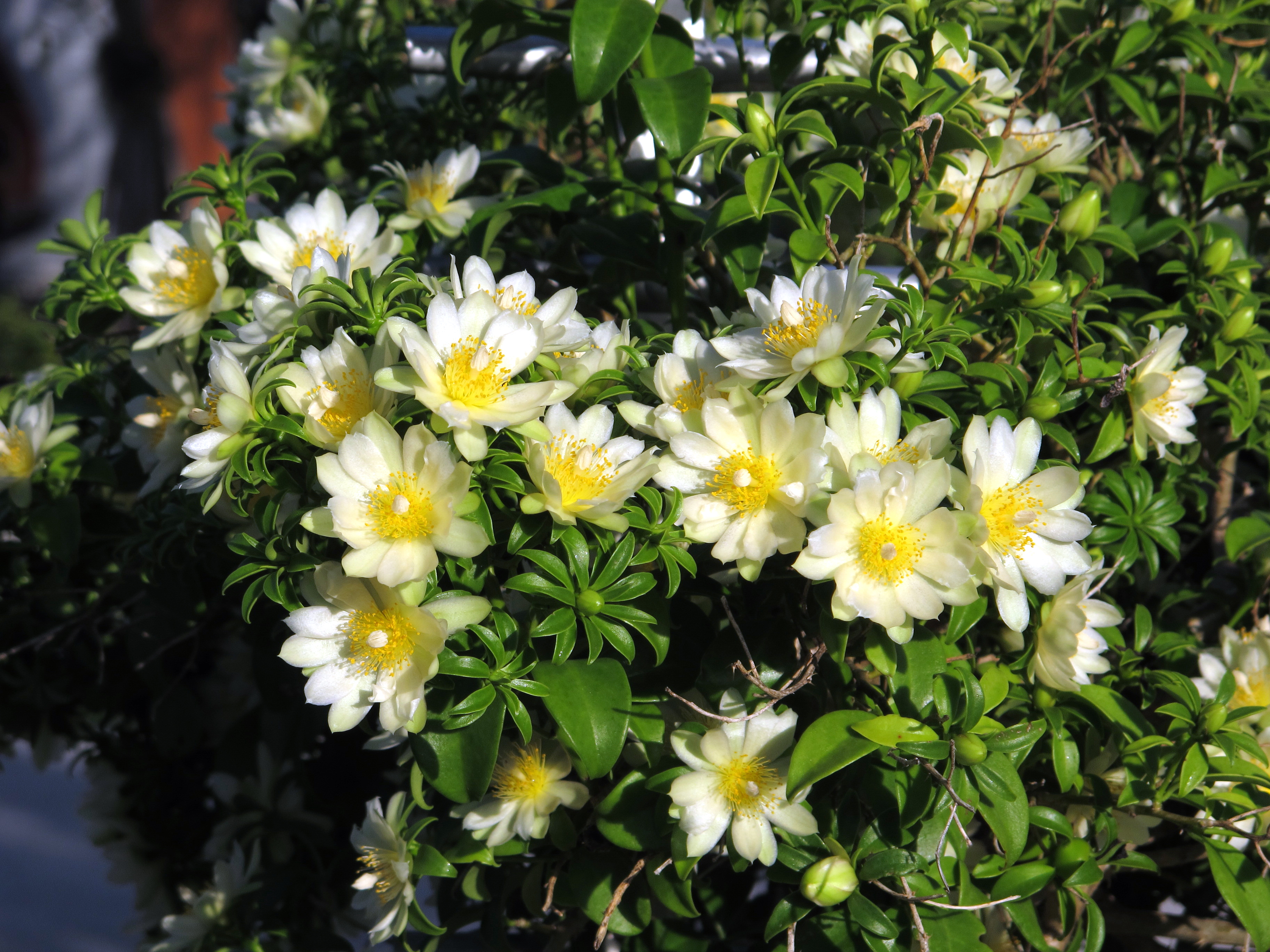
Ora-pro-nóbis, uma PANC (Planta Alimentícia Não Convencional‎) tradicionalmente empregada na culinária mineira.

Em Minas Gerais, a cozinha mineira, famosa por sua superioridade artesanal, é um destaque cultural. Dentre os pratos tradicionais, destacam-se o milho, a carne de porco, o queijo minas, e o pão de queijo, que se assemelha à chipa paraguaia, embora difira em formato. Notavelmente, o pão de queijo foi recentemente classificado entre as melhores comidas do mundo, segundo um estudo. Outros pratos incluem o feijão tropeiro, popular também na culinária paulista, o tutu à mineira, uma pasta de feijão cozido misturado com farinha de mandioca e guarnecido com ovos cozidos ou fritos e linguiça frita, além das quitandas, que incluem biscoitos à base de polvilho, sequilhos e roscas. A culinária mineira também é famosa por seus doces à base de laranja-da-terra, abóbora e mamão, e pelo uso de panelas de pedra-sabão. A qualidade e o sabor da culinária mineira têm sido reconhecidos em competições nacionais e internacionais de gastronomia.
No estado de São Paulo uma comida típica é o virado à paulista, o qual é feito com arroz, tutu de feijão (massa de feijão com farinha de mandioca), couve-de-folhas salgada e pedaços de carne de porco. O cuscuz brasileiro, também chamado de cuscuz paulista, também é originário do estado, resultado da mistura de influências africanas e indígenas da região. Na cidade de São Paulo é possível encontrar grande variedade de culinárias, da francesa à chinesa. Uma das iguarias mais tradicionais da cidade é o pastel, originário de São Paulo com influências da culinária oriental e que hoje é possível encontrar em quase todo o país. A cidade de São Paulo é capital gastronômica de projeção internacional, pois lá existem pratos de diversas regiões do mundo. Os pratos tem principalmente forte influência libanesa, síria, italiana e japonesa. A gastronomia "caipira", vinda do interior do estado, oferece uma variada gama de pratos que fazem parte da tradição regional, como o Espeto de Rojão e a Farofa de içá, feita da formiga tanajura, prática conhecida como Antropoentomofagia.

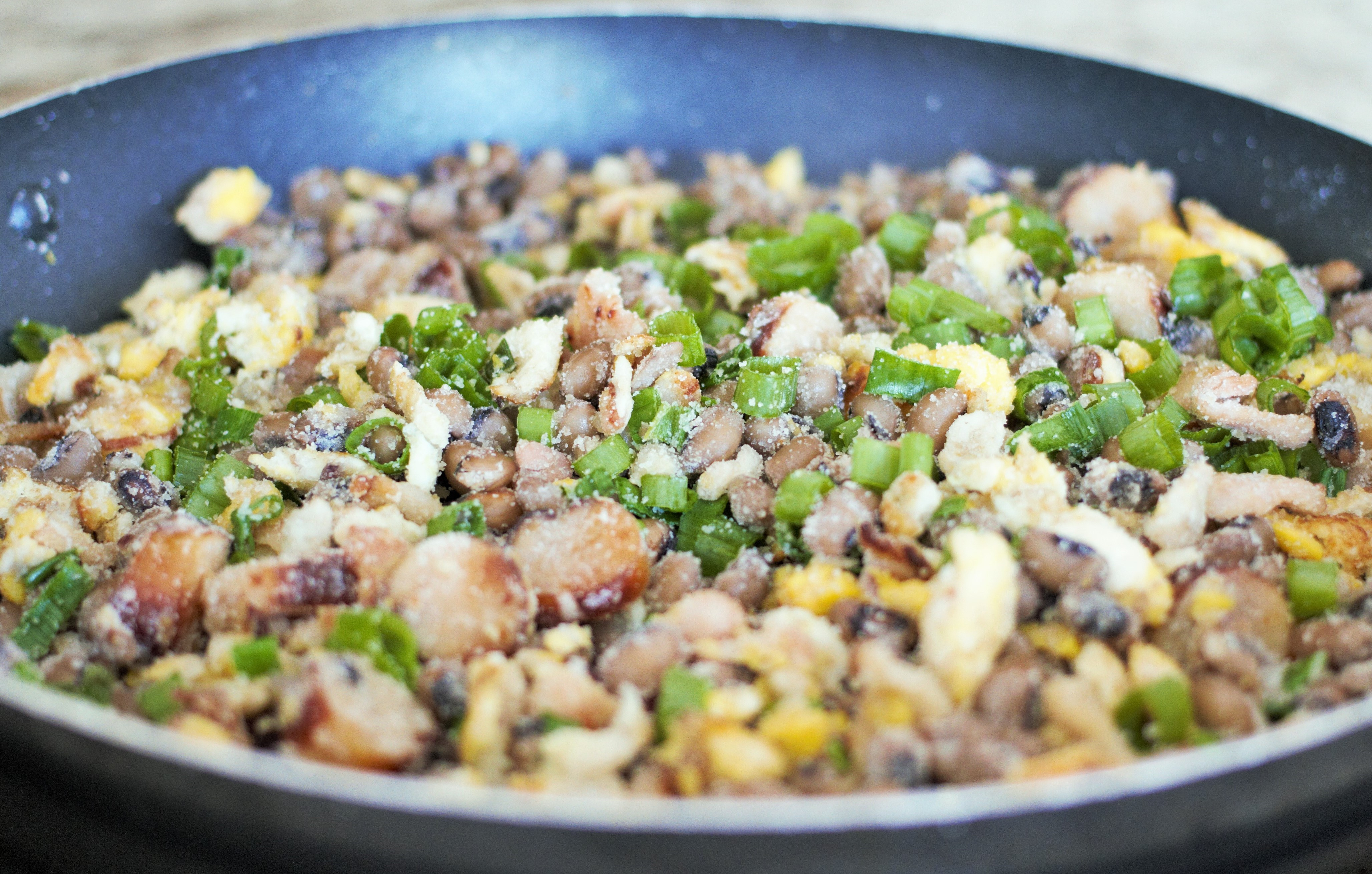
Feijão tropeiro

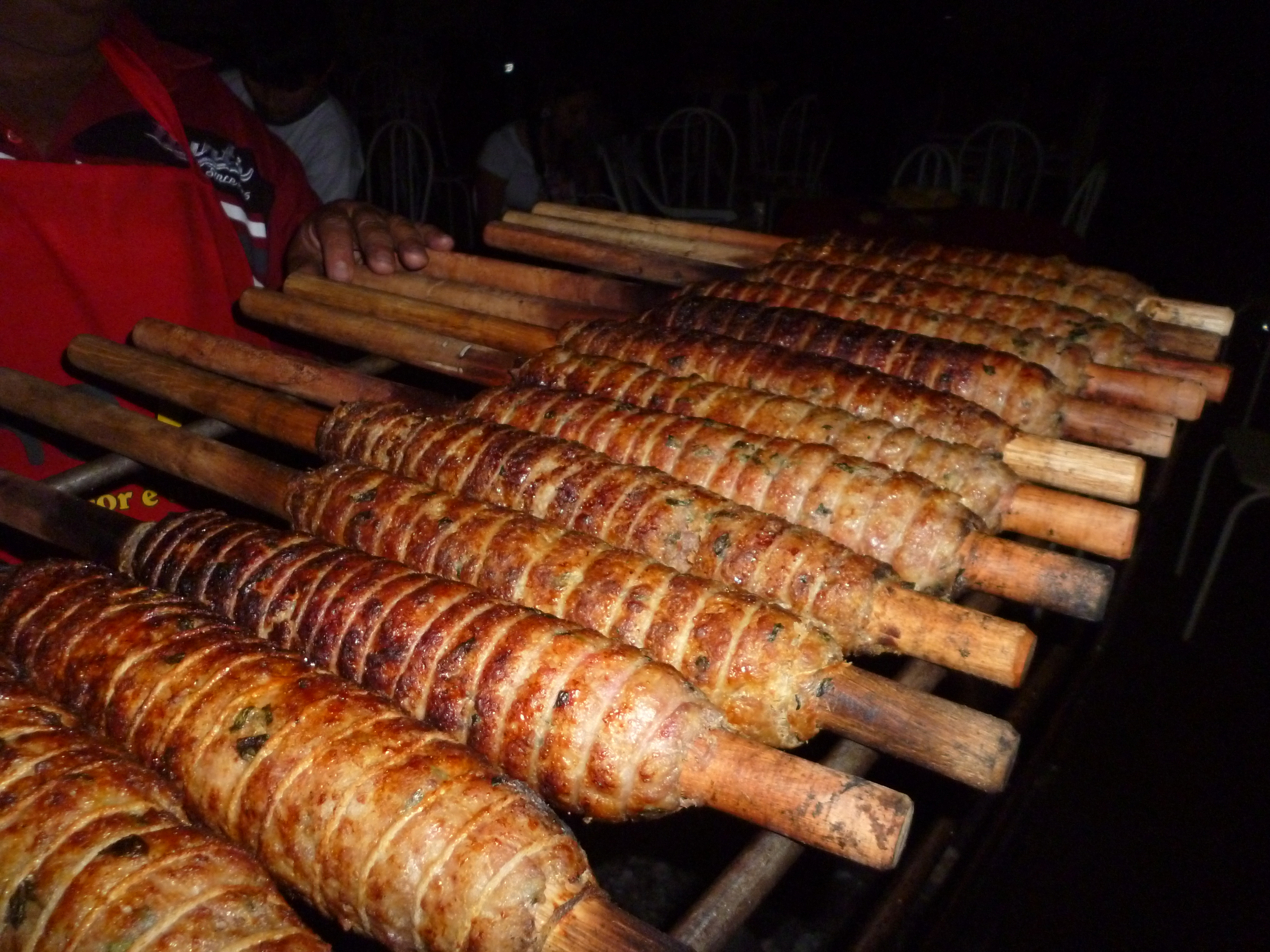
O Espeto de Rojão é originário do município de Ribeirão Grande, interior de São Paulo.

O prato local principal no Espírito Santo é a moqueca capixaba (a qual inclui principalmente peixe e tomates), diferente do prato baiano apenas no preparo, pois o último receberia azeite de dendê e leite de coco. Além de outras comidas saborosas que o Espírito Santo oferece, elaboradas a partir de frutos do mar, que são leves, combinando com o estado, de paisagens leves e bonitas, como a Torta Capixaba, tradicionalmente servida na Semana Santa. Os pratos tem forte influência indígena, como o uso da banana-da-terra.
No estado do Rio de Janeiro encontram-se variados tipos de restaurantes, com cardápios nacionais e de influência internacional. Na Capital Fluminense, uma das comidas mais consumidas é a feijoada, preparada com vários tipos de carnes suínas e bovinas, salgadas e embutidos e o feijão preto. Há também o tradicional filé com fritas, um prato à base de batatas fritas e grandes bifes de filé bovino grelhados, como o Filé à Osvaldo Aranha, acompanhado de farofa, arroz branco e alho frito, e o picadinho carioca, que consiste basicamente em carne bovina cortada em filetes, com molho madeira, acompanhado de arroz branco, banana à milanesa, farofa e um ovo pochê. Em todo o território fluminense consomem-se peixes cozidos acompanhados de pirão, conhecido como Peixada à Brasileira, ou ensopados, como a Sopa à Leão Veloso, e também brasa ou fritos, muito consumidos nas áreas de banhos de mar, e também frango ou galeto assado na brasa. Os pratos fluminenses tem forte influência africana, indígena e portuguesa. Popularmente é muito consumido o refresco à base de chá mate, servido gelado.
Ao contrário da já assentada concepção do surgimento do prato nas senzalas, feito a partir das sobras de carne da casa-grande a feijoada à brasileira teria surgido no século XIX a partir da adaptação do cozido à portuguesa, prato que remonta ao Império Romano e encontra seus semelhantes na Itália, casouela, na França, cassoulet, e na Espanha, puchero. Neste caso, os brasileiros acrescentaram ao prato o feijão-preto, pois a mistura de carnes com legumes e feijão era um tabu alimentar para os colonos e, além disso, o rabo, as orelhas e os pés de porco não eram considerados restos e eram muito apreciados na Europa.

### Sul

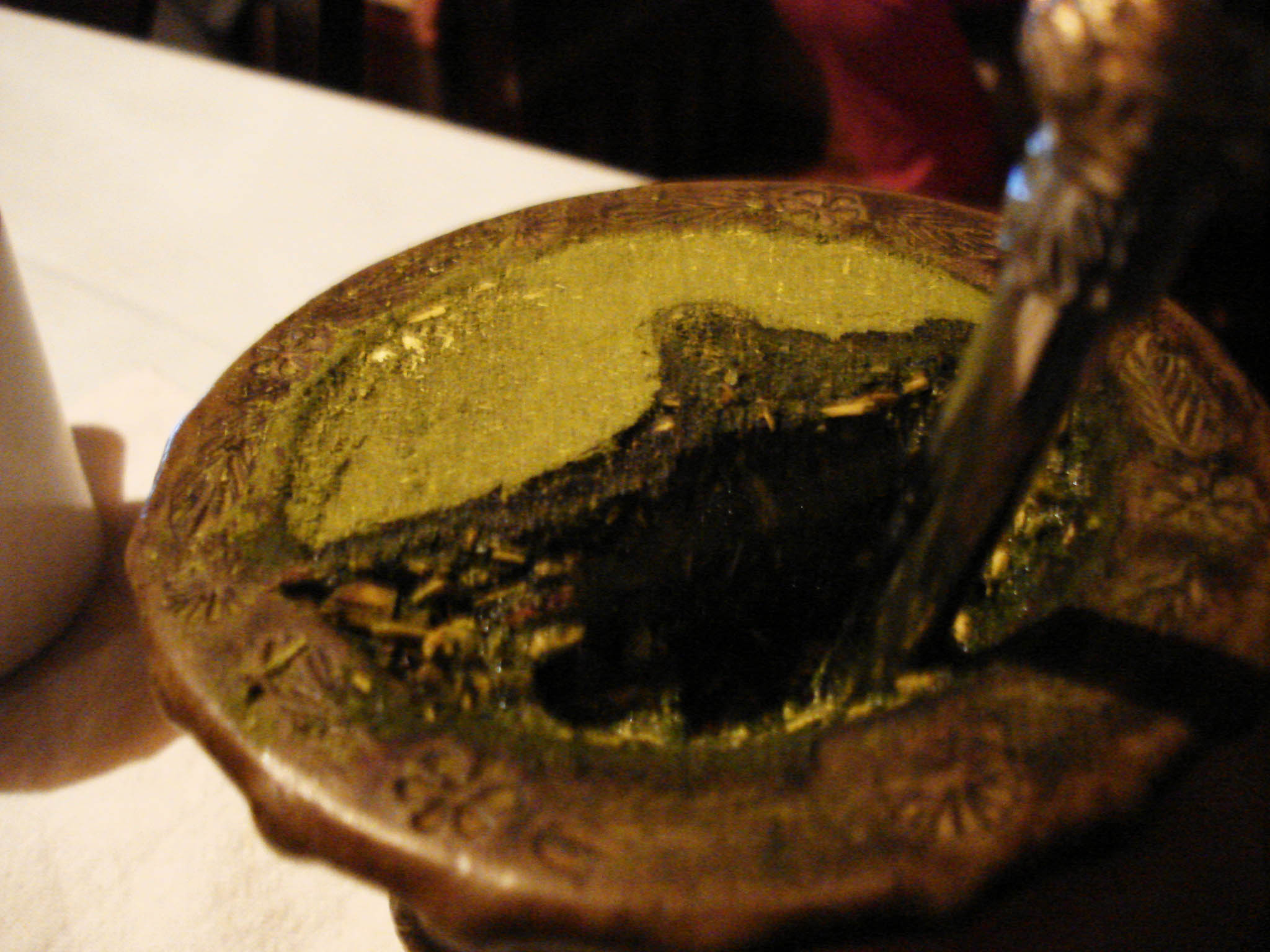
Chimarrão comum nos estados do Sul.

Na região Sul os pratos são sempre carregados de muita carne bovina e de vinhos, por conta da grande imigração italiana, que tem forte influência nos pratos. O sul foi habitado por muitos povos, por ser uma região com um clima mais próximo de certos países. Entre esses imigrantes estão os uruguaios, argentinos, açorianos, espanhóis, alemães, italianos, poloneses, ucranianos, que trouxeram suas comidas e adicionaram uma diversidade a gastronomia local.
Os pratos mais típicos da culinária gaúcha são: churrasco (disposto em espetos, temperado basicamente com sal grosso e grelhado em churrasqueiras, à base de carvão ou lenha), chimarrão, arroz carreteiro, polenta frita, galeto, cuca, sagu e cueca virada, entre outros. Na região há um grande consumo de vinho, suco de uva e suco de uva branca devido ao fato do Rio Grande do Sul ser o maior produtor de uva do país. Também há um grande consumo de queijos e salame artesanais. As geléias e compotas de figo, uva e pêssego também são muito comuns no estado. Uma das mais famosas é a chimia. O consumo de beterraba e pepino em conserva também é típico da Região Sul.
No estado de Santa Catarina, o interior é de forte influência alemã, e no litoral a presença portuguesa, onde é grande a utilização de peixes marinhos, camarões, e ostras.

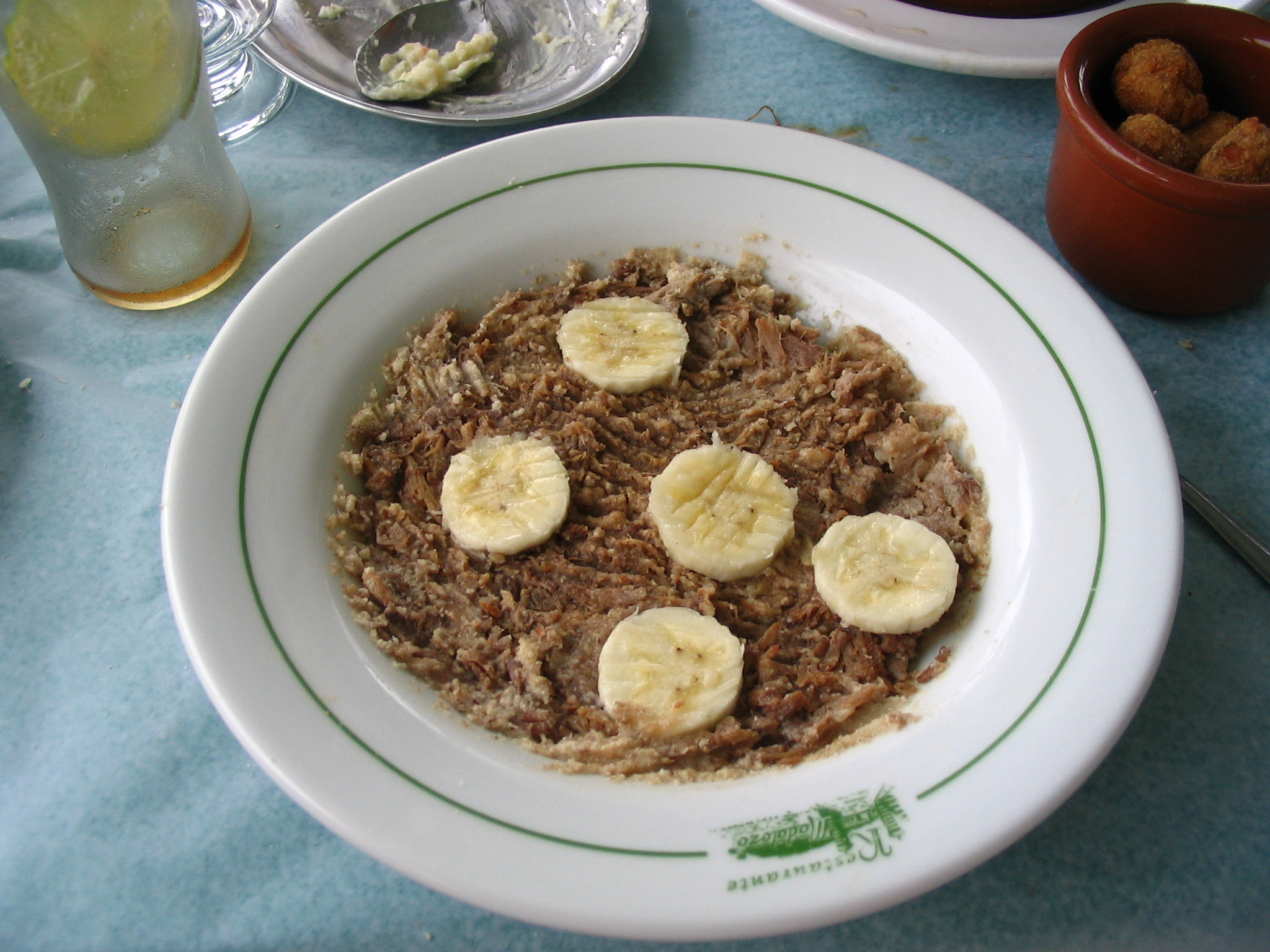
Barreado típico do litoral paranaense.

A comida tradicional do estado do Paraná é o barreado, carne cozida em panelas de barro, por vezes colocadas debaixo da terra para cozinharem sob o calor de lenha ou carvão, e comida com farinha de mandioca. O pinheiro de araucária produz o pinhão, alimento muito presente na cozinha paranaense. É consumido de várias formas: cozido, assado, e pode ser saboreado com sal, açúcar, mel, melado ou preparado na forma de entrevero. No estado são comuns festas tradicionais que envolvem um preparo específico de pratos, como o Boi no Rolete, Carneiro no Buraco e o Leitão Maturado.

## Aperitivos

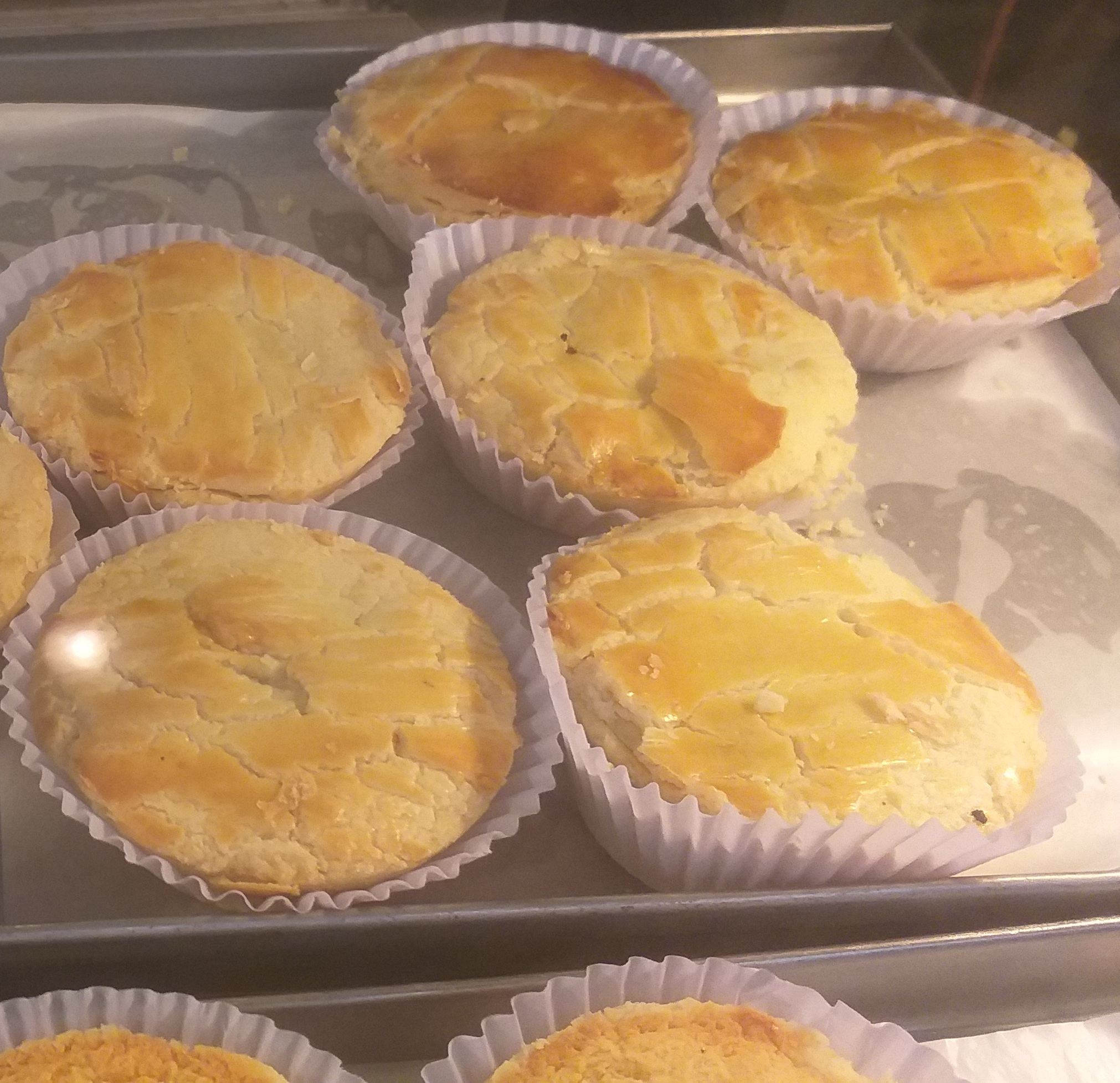
Empada de camarão

Alguns dos principais aperitivos brasileiros são:
- Pão de queijo, bolinha de pão com queijo, feito com fécula de mandioca, originário do estado de Minas Gerais e hoje espalhado pela maior parte do país.
- Coxinha, carne de frango picada ou desfiada, empanada e em forma de gota, empanada e frita, originária do estado de São Paulo e hoje espalhado pela maior parte do país.
- Pastel, com formato semicirculare ou retangular, feito de de massa fina com recheios diversos, fritos em óleo vegetal, podendo ser recheados com carne moída, mussarela, catupiry, palmito, bacalhau, creme de queijo, frango e camarões.
- Bolinho de bacalhau, bolinhos fritos do peixe bacalhau, encontrados principalmente no Rio de Janeiro, mas também em outras regiões do país.
- Empada, similares à pequenas tortas, que podem ser recheadas com palmito, queijo, frango,  camarão, azeitonas e outros ingredientes.
- Acarajé, uma espécie de rosquinha feita com feijão tradicionalmente encontrado na Bahia, servida ao meio e recheada com vatapá e caruru - pasta picante feita com camarão, nozes, castanha de caju moída, azeite de dendê e outros ingredientes.
- Quibe: similar a um bolo de carne, que foi introduzido na cultura brasileira por imigrantes sírios e libaneses. Pode ser servido cozido, frito ou cru.
- Esfirra, outro prato do Oriente Médio, embora uma adição mais recente à culinária brasileira, agora são facilmente encontrados em todos os lugares, especialmente nas regiões Nordeste, Sul e Sudeste. São tortas/pastéis com recheios como carne de boi, frango, queijo ou legumes temperados.

Outros aperitivos que podem ser tipicamente encontrados no território brasileiro são: croquete, risole, coxa-creme, cueca virada, mandioca frita, entre outros.

## Pratos principais

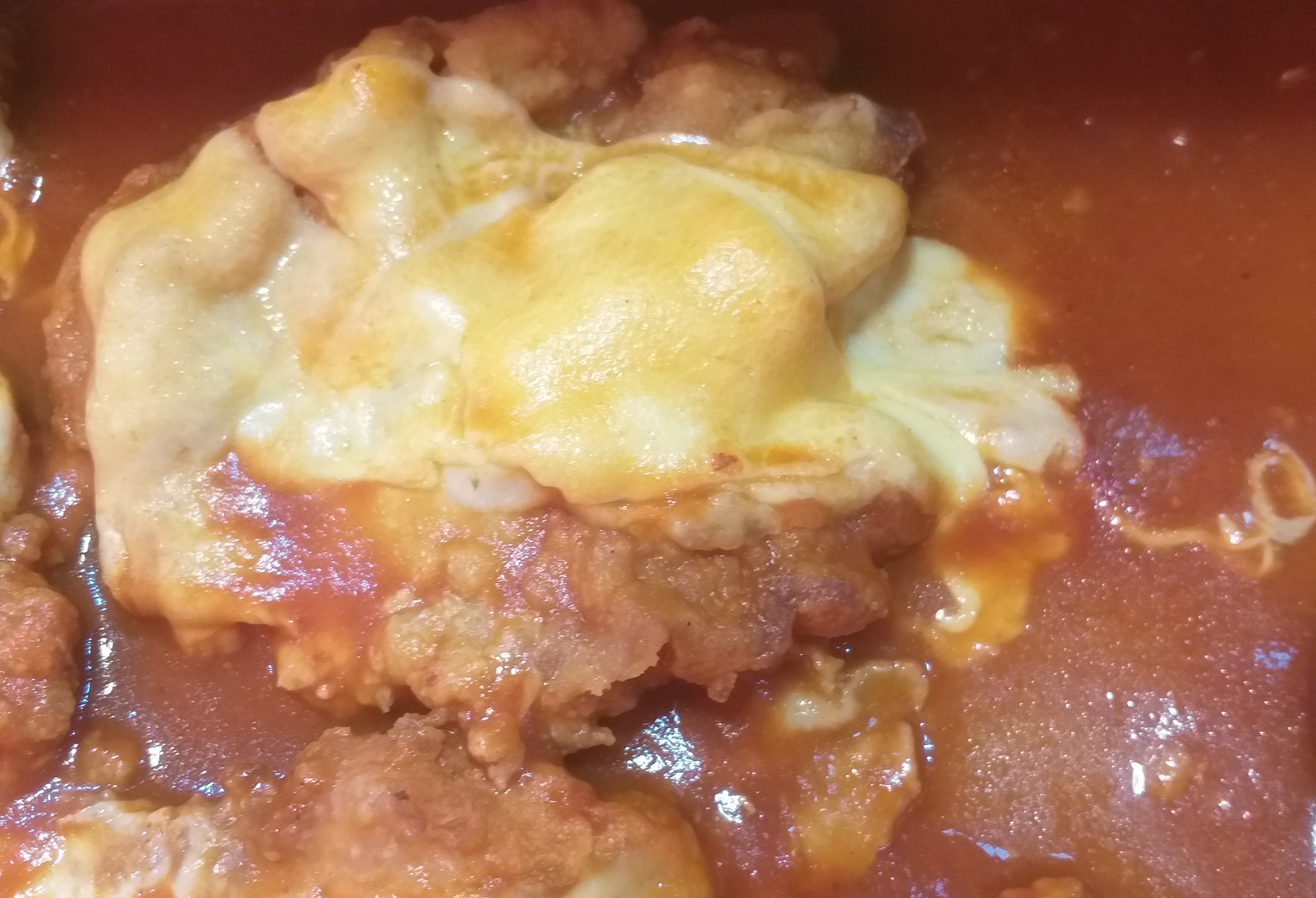
Bife à parmegiana, um dos pratos mais tradicionais e típicos do país.

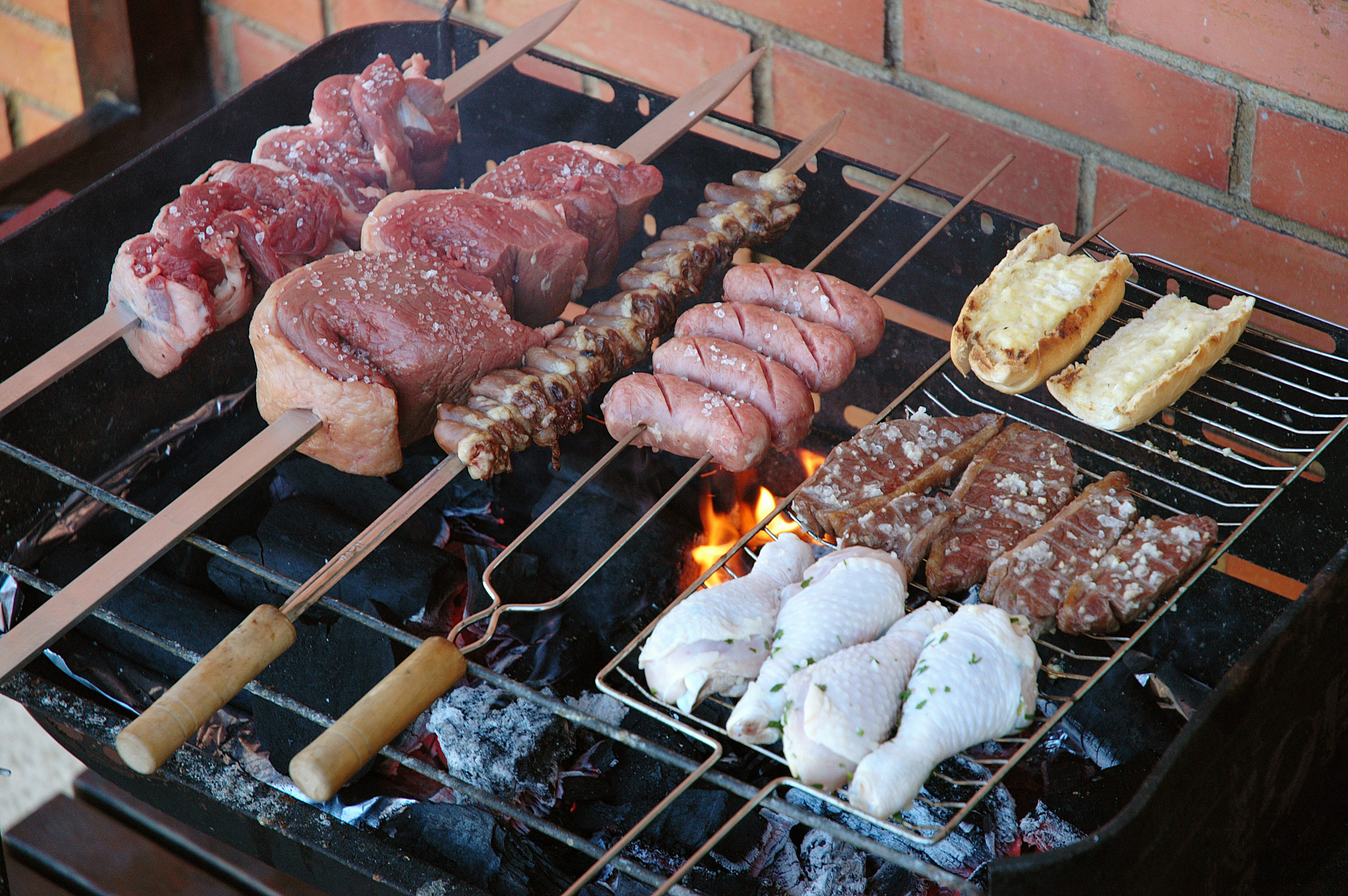
Churrasco típico brasileiro, com cortes de carne como picanha e alcatra, coração de galinha, linguiça toscana, pão de alho e coxa de frango.

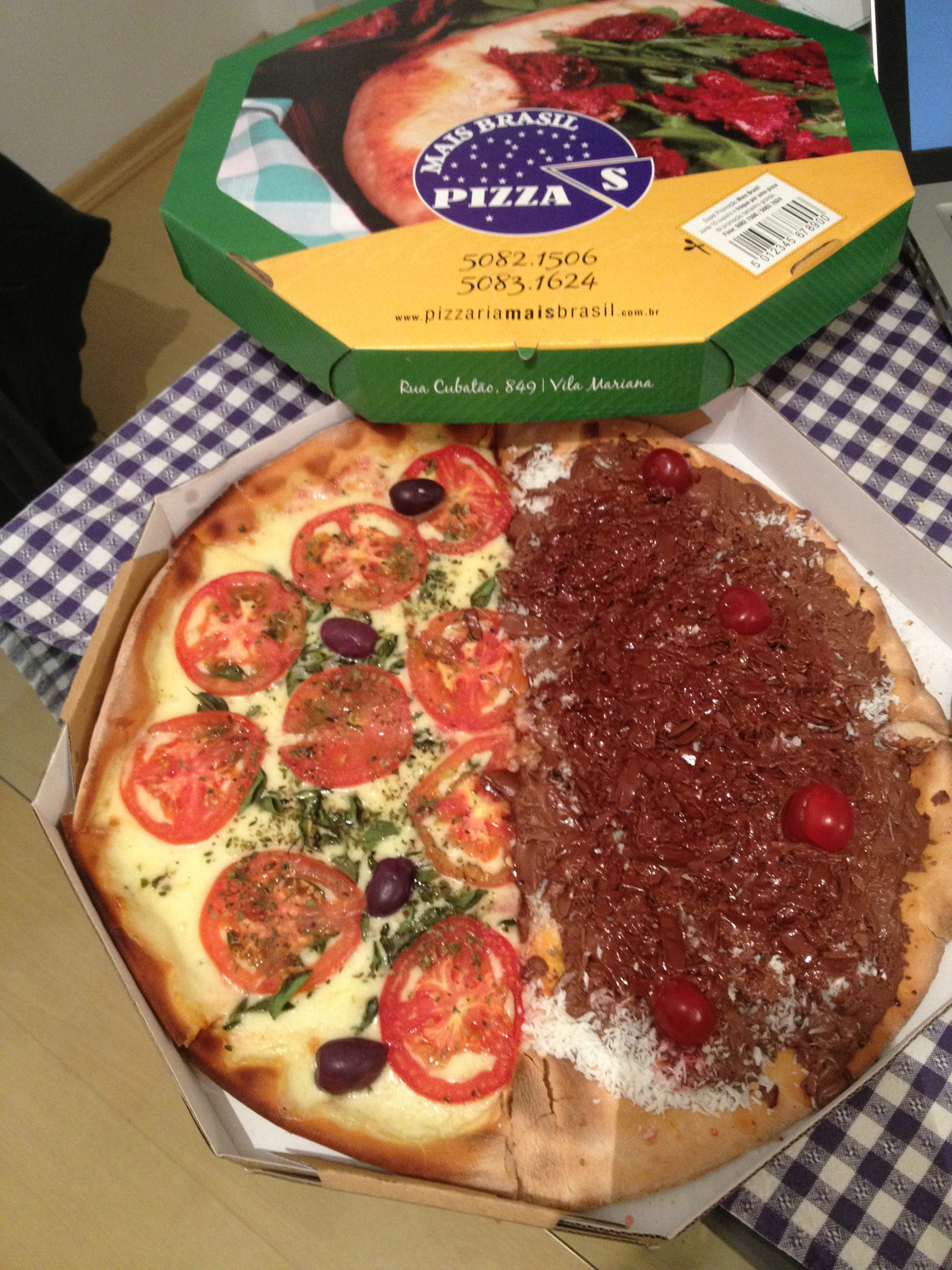
As pizzas brasileiras podem ter quase qualquer sabor. Na foto, uma pizza meia mussarela, tomate, azeitonas e especiarias (salgada) e meia chocolate, coco e cerejas (doce)

Alguns dos pratos principais da culinária brasileira são:
- Feijoada, considerado o prato nacional do país, deve seu nome ao seu ingrediente principal, o feijão preto. É um prato pesado, e a guarnição que o acompanha é feita com diferentes partes do porco, como pés, orelhas e bacon, além de outras carnes defumadas ou salgadas. Geralmente, o feijão e a carne são servidos separadamente, e são acompanhados de couve, arroz, farofa, e banana frita. Este prato vem da época da colônia portuguesa. Tem algumas semelhanças com o Cozido à portuguesa.
- Churrasco é o prato principal do sul do Brasil. Com o tempo, outras regiões do Brasil adotaram o churrasco e criaram outras formas de fazê-lo. O restaurante especializado em churrasco é uma churrascaria.
- Picanha é um corte de carne tipicamente brasileiro, sendo o mais apreciado pelo povo do país.
- Farofa, farinha de mandioca que é servida como acompanhamento/condimento. Sua crocância é especialmente apreciada.
- A pizza feita no Brasil é única em comparação com o resto do mundo. Enquanto que em outros países seja normal uma pizza ser fina e com poucos ingredientes, no Brasil ela pode ter mais de 100 sabores, salgada (com ingredientes como calabresa, ovo, tomate, rúcula, pimentão, alho, frango desfiado, catupiry, lombo canadense, atum, cebola e ainda pode-se encontrar sabores como hamburguer, strogonoff ou sushi) ou doces (com sabores como chocolate, banana com canela, goiabada com queijo, figo, com bolas de sorvete, M&Ms, etc.).
- O cachorro-quente é outro prato que foi modificado no Brasil, tornando-se praticamente um almoço completo. A versão mais comum é o "X-Tudo" ou "Podrão", onde, além dos convencionais pão e salsicha com ketchup, mostarda e maionese, é recheado com um série de ingredientes adicionais como batata palha, queijo parmesão ralado, milho, ervilhas, tomate, azeitonas e ovos de codorna.
- Bife a cavalo: um bife coberto com um ovo frito, geralmente acompanhado de batatas fritas e às vezes salada.
- Bife à parmegiana: bife frito, composto por um pedaço de carne fatiado, empanado com farinha de trigo e ovos (claras), coberto com queijo parmesão e muito molho de tomate e temperos como orégano provar. Às vezes, o parmesão substitui as fatias de mussarela. Embora seja um prato inventado no Brasil e típico da cultura brasileira, geralmente, no próprio país, é considerado uma receita italiana.
- Virado, prato típico do estado de São Paulo, onde também é conhecido como Virado à Paulista, composto por costelinha de porco, banana frita, farinha de mandioca, feijão, arroz, repolho e ovo frito.
- Tutu de feijão, prato típico mineiro, feito com feijão cozido, refogado e engrossado com farinha de mandioca ou milho. Costuma ser refogado com pedaços de bacon frito, cebola e alho, e misturado com farinha de mandioca ou fubá, dependendo do tipo de feijão.
- Torresmo
- O Arroz carreteiro é um prato típico da região sul do Brasil, feito de arroz ao qual se junta carne de boi bem picada e salteada, carne seca desfiada ou picada ou carne seca ao sol, por vezes paio, bacon e chouriço em pedaços, salteados em muita gordura, com alho, cebola, tomate e salsa, sempre com muito tempero.
- A Galinhada é um prato típico dos estados de São Paulo, Minas Gerais e Goiás, composto por arroz cozido e pedaços de frango cozido. O tempero é composto por açafrão (que dá a típica cor amarelada ao arroz), vinagrete (opcional e para acompanhar) e tutu de feijão. O típico prato goiano de frango contém guariroba (espécie de palmito amargo) e pequi.
- Barreado: prato típico do litoral do Paraná à base de carne bovina ou suína.
- Bobó de camarão: sopa de camarão, típica da região nordeste do Brasil
- Carne de sol: carne bovina salgada e defumada, típica da região nordeste do Brasil
- Moqueca: É um ensopado, geralmente à base de peixe, típico dos estados do Pará, Bahia e Espírito Santo. Pode ser preparado com peixes, mariscos, crustáceos, galinha ou ovos de galinha.

## Queijos

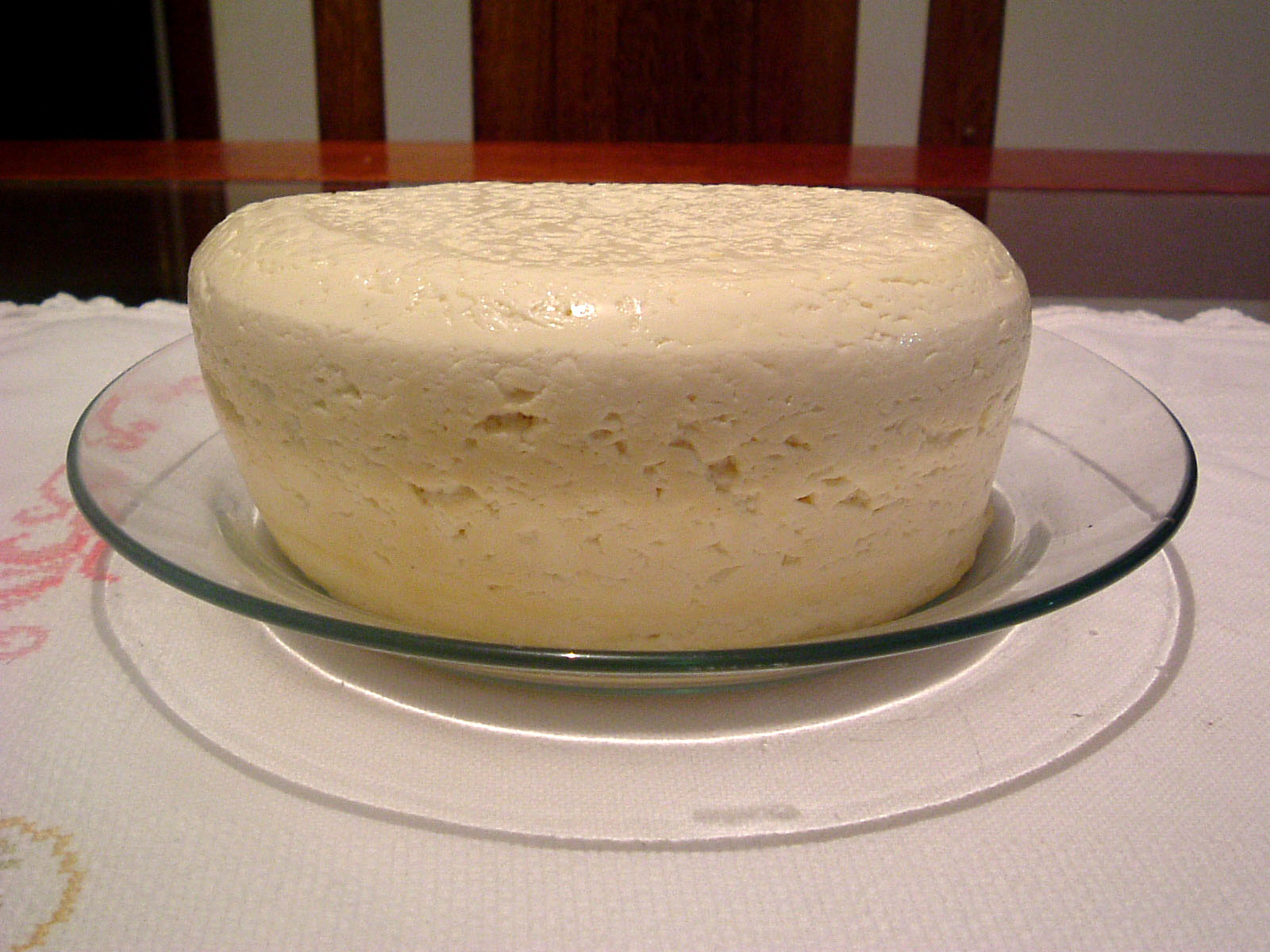
Queijo minas frescal

Os queijos brasileiros são notáveis pela sua diversidade e qualidade, com sabor, textura e métodos de produção variando de acordo com as diferentes regiões do país.
Diversos tipos de queijos são produzidos exclusivamente no Brasil. As características variam entre os diferentes estados do país em função, sobretudo, do clima, tipo de solo e alimentação do gado, que provoca mudanças sutis na qualidade do leite. Os métodos de produção diversificados também fazem com que essa tipologia seja ainda mais evidente.
Um grande destaque nacional, são os queijostradicionais do estado de Minas Gerais, mundialmente conhecidos e premiados em várias competições internacionais. São inúmeros os tipos de queijos produzidos na região, destacando-se pela qualidade e tradição empregadas na fabricação.
- Queijo Minas: Este queijo de origem brasileira é feito tradicionalmente com leite cru de vaca. Há diferentes variedades, como o frescal, padrão, meia cura e curado
- Queijo de Serro: Produzido na região do Serro, é conhecido pelo seu sabor forte e textura semi-dura.
- Queijo Canastra: Originário da região da Serra da Canastra, tem uma casca amarelada e textura macia. É famoso por seu sabor forte e levemente ácido.

- Queijo de Colônia ou Colonial: Queijo levemente picante e saboroso, produzido no estado do Rio Grande do Sul, principalmente no setor da Serra Gaúcha.
- Queijo-do-reino: Queijo esférico de superfície vermelha, com alto teor de gordura muito consumido no Sudeste e em algumas áreas do Nordeste do país.
- Queijo prato: Queijo amarelado, facilmente fatiável, consumido em praticamente todo o território nacional. Muito utilizado em sanduíches.
- Queijo coalho: Queijo pasteurizado, fabricado no nordeste do país, sendo muito apreciado na forma de espetos assados na brasa. Muito consumido em churrascos nas regiões Nordeste e Sudeste.
- Queijo Minas: Queijo cru, composto de leite, sal e coalho, normalmente produzido no sul de Minas Gerais. Muito consumido durante o café da manhã.
- Queijo de Trança: Queijo branco, possui a forma de trança que lhe dá o nome. Tem sabor semelhante ao mussarela e uma textura formada por fios.
- Requeijão Cremoso: Queijo pastoso, produzido a partir da gordura do leite, usado para acompanhar pães, torradas ou outros pratos.
- Queijo de manteiga: Queijo cozido, amarelado de casca um pouco mais dura, encontrado no Nordeste do Brasil.

## Sobremesas

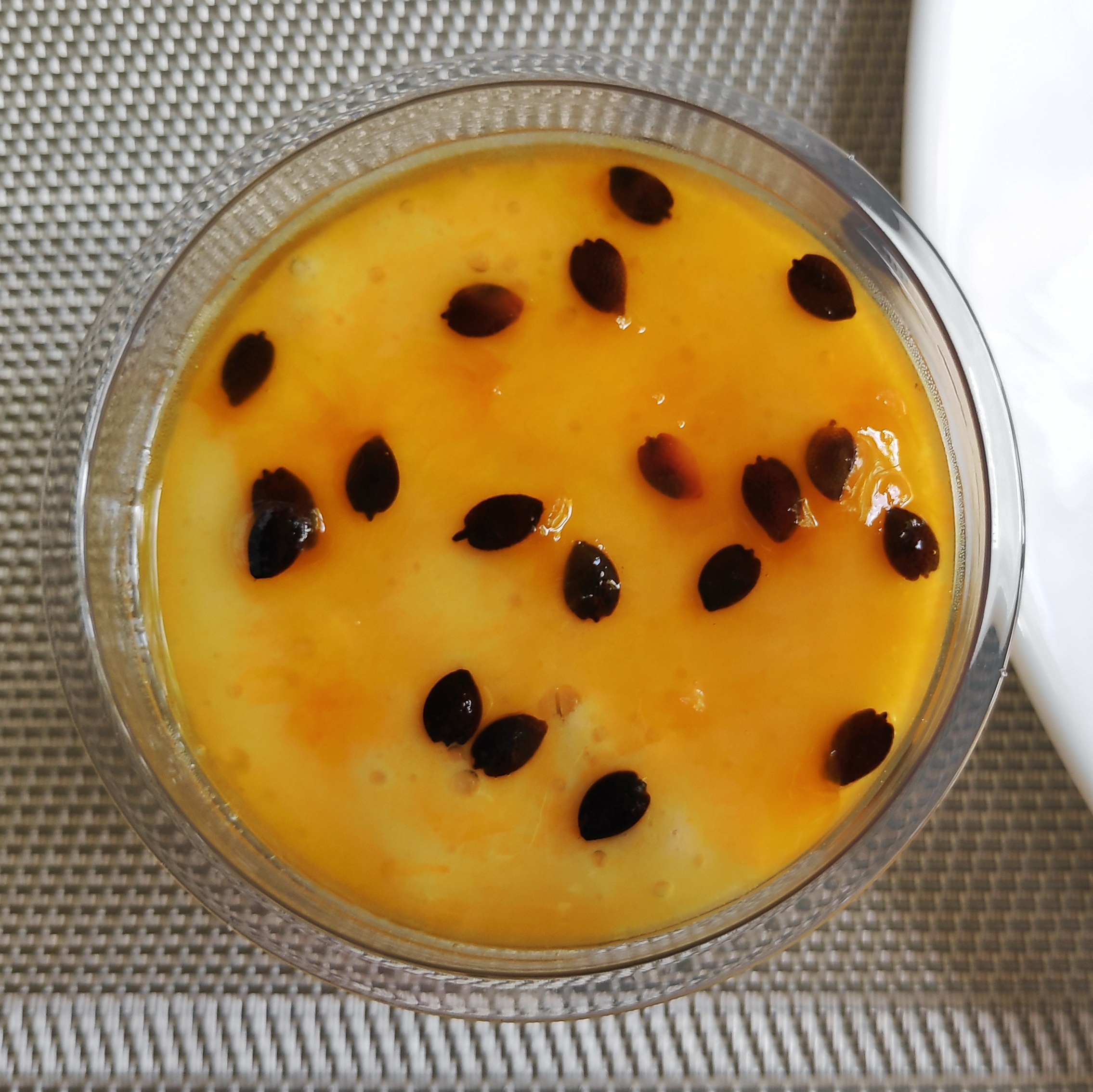
Mousse de maracujá

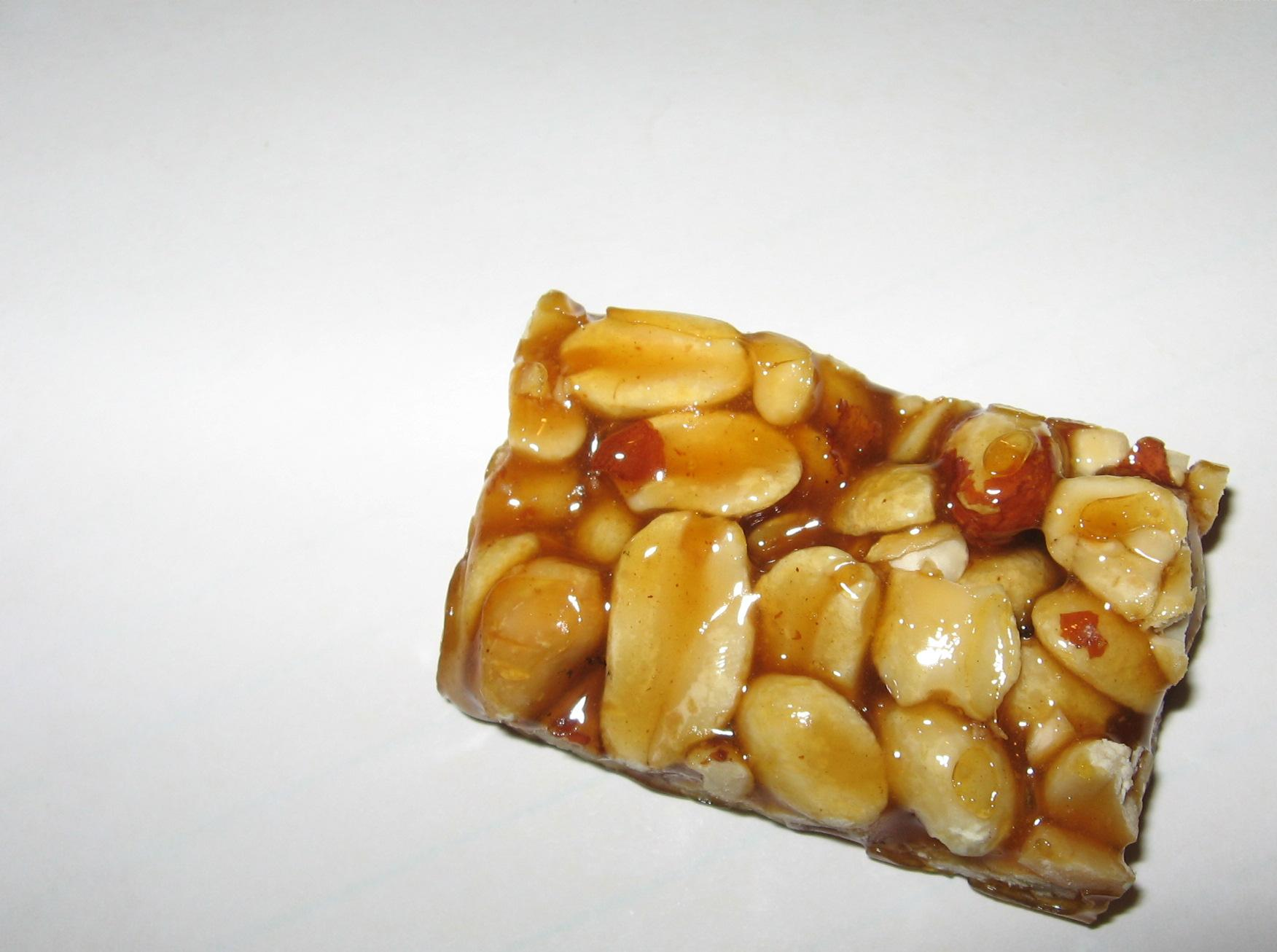
Pé-de-moleque

Alguns dos doces e sobremesas mais típicos do país são:
- Brigadeiro, considerada a sobremesa mais típica do país, uma espécie de trufa feita com leite condensado, manteiga e cacau.
- Paçoca, uma sobremesa feita de amendoim
- Cocada (doce de coco)
- Pudim de leite (pudim de leite condensado, de origem francesa)
- Quindim (feito com gema de ovo, açúcar e coco ralado)
- Beijinho (trufas de coco com cravo)
- Cajuzinho (trufas de amendoim e caju)
- Olho-de-sogra (compota de beijinho em ameixa (embora algumas receitas contenham gema de ovo))
- Açaí na tigela (geralmente consiste em uma mistura de açaí com bananas e cereais ou morangos e cereais (geralmente granola))
- Doce de leite
- Canjica
- Curau
- Pé-de-moleque (à base de amendoim e açúcar caramelizado)
- Goiabada (doce de goiaba e açúcar)
- Romeu e Julieta: goiabada (doce de goiaba e açúcar) com queijo (geralmente queijo Minas)
- Maria-mole (semelhante a um marshmallow, feito com açúcar, gelatina e clara de ovo, coberto com coco ralado)
- Pamonha
- Sagu (feito com pérolas de tapioca, açúcar e vinho tinto)
- Queijadinha (torta de nata feita com coco ralado e queijo, leite condensado, açúcar, manteiga e gemas)
- Mousse de maracujá
- Manjar branco (um pudim de coco branco brasileiro semelhante ao francês Blanc-manger)
- Creme de papaia (mamão misturado com sorvete de baunilha. Creme de cassis geralmente é adicionado, mas pode ser substituído com xarope de cassis sem álcool. Foi uma moda culinária no Brasil em meados da década de 1990. Hoje, sua popularidade diminuiu um pouco.)
- Rapadura
- Torta holandesa

## Bolos

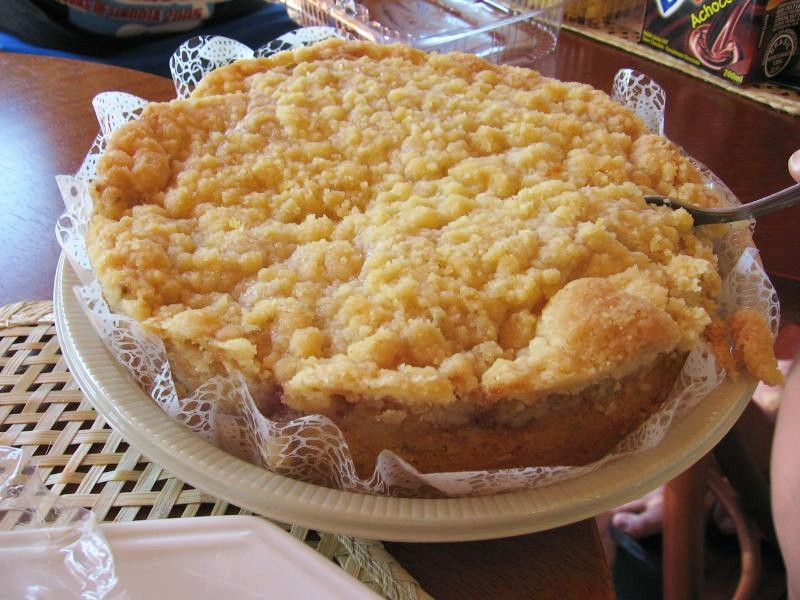
Cuca, bolo da região Sul do Brasil, semelhante ao Streuselkuchen, um bolo tradicional da culinária alemã. Na foto, uma cuca brasileira coberta de banana.

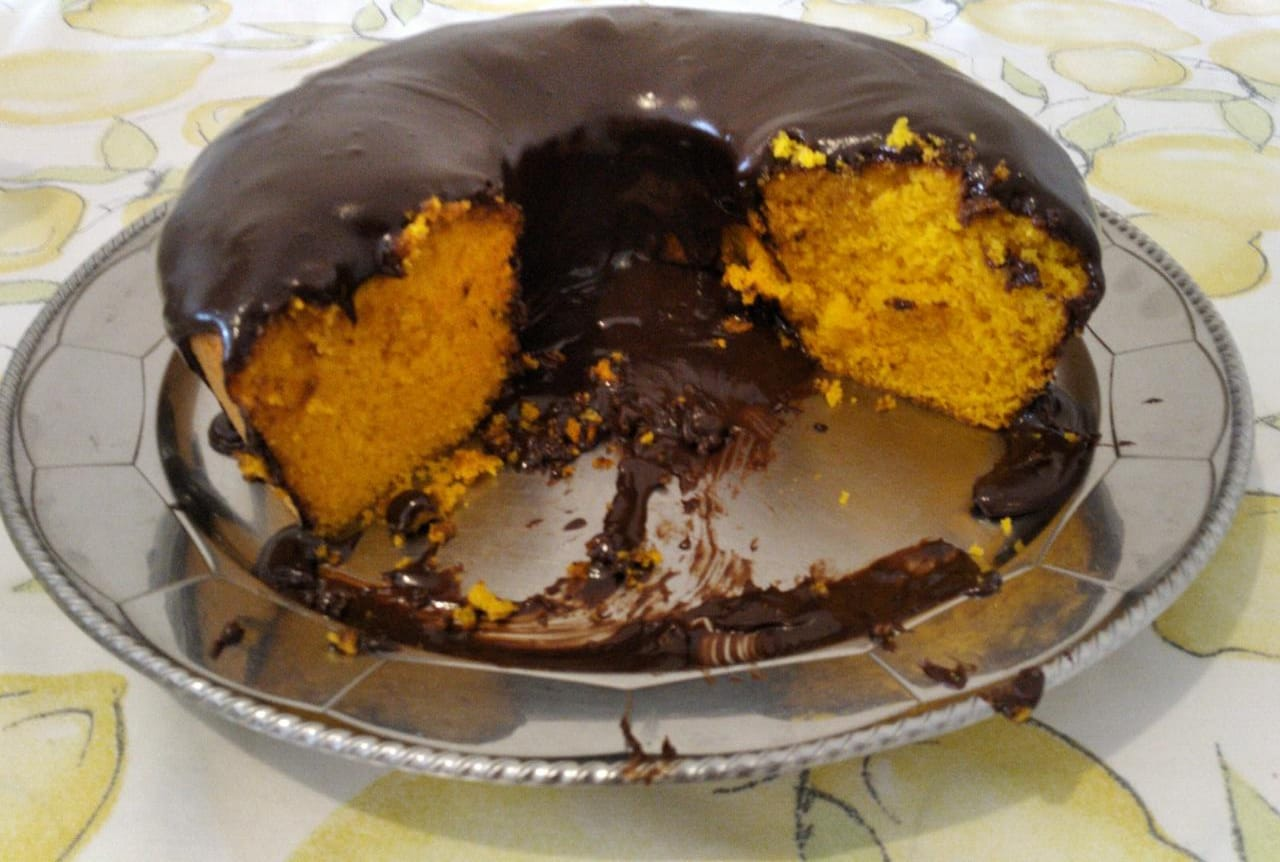
Típico bolo de cenoura brasileiro coberto de chocolate.

Alguns dos mais famosos bolos (ou alimentos assemelhados) típicos do Brasil, ou os mais largamente encontrados, são:
- Cuca, um bolo de tabuleiro feito com ovos, farinha de trigo e manteiga e coberto com açúcar, muito semelhante ao Streuselkuchen, um bolo tradicional da culinária alemã. É típico da Região Sul do Brasil.
- Bolo de rolo, massa feita com farinha de trigo, ovos, manteiga e açúcar, e enrolada com uma camada de goiabada derretida, dando a aparência de um rocambole. É típico do estado de Pernambuco.
- Pavê,  doce brasileiro de inspiração francesa e seu nome deriva da palavra pavage (francês), que significa “pavimento", ou seja, uma montagem de pedras e concreto que, por sua vez, lembra às camadas de creme e biscoitos ou pedaços de bolo que compõem a sobremesa. Mais especificamente, é uma espécie de torta gelada.
- Pão de mel, doce de origem européia, elaborado à base de mel, farinha de trigo, chocolate, manteiga, especiarias (gengibre) e ovos. No Brasil, se diferencia por estar quase sempre coberto de chocolate.
- Nega maluca, típico do Rio Grande do Sul, é um bolo de chocolate recheado com chocolate pastoso e coberto com chocolate pastoso e granulados de chocolate.
- Bolo de cenoura coberto com uma cobertura de chocolate feito com manteiga e cacau, é uma versão largamente encontrada no país.
- Brigadeirão (se assemelha a um pudim de brigadeiro com aparência de bolo)
- Bolo de fubá
- Bolo de milho
- Bolo de aipim
- Bolo de banana
- Bolo de laranja

## Bebidas

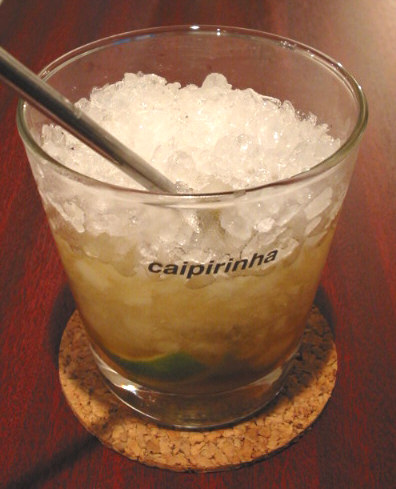
Caipirinha, feita somando-se cachaça, açúcar, gelo e limão.

As bebidas alcoólicas indígenas e africanas não eram destiladas, apenas fermentadas. Havia por sua vez, três principais bebidas consumidas na África: o vinho da palma da palmeira do dendê; uma mistura de sementes, do sorgo e de milhetos amassados; e uma feita de milho. Com a criação da indústria do açúcar, os portugueses criaram também a indústria do álcool no Brasil.
Para beber água os indígenas dirigiam-se a fontes, riachos e poços e além de bebidas refrescantes feitas somando-se frutas, como o aluá e o açaí, faziam bebidas alcoólicas mascando mandioca, milho e batatas cozidas e deixando-os fermentar, após o quê a massa era fervida tarefa, entretanto, exclusiva das mulheres. As bebidas alcoólicas eram utilizadas em rituais para consumo em grupo. Cada cabana produzia a sua bebida e os indígenas iam de cabana em cabana bebendo em épocas de colheita. Também não costumavam beber enquanto comiam.
Entre o século XVII e o início do XVIII, a borra da cana recebia o nome de cagassa ou cachassa, nome de origem espanhola, país onde a borra do vinho recebia esse nome. Com a abundância dessa sobra do processo de produção do açúcar, os portugueses cogitaram destilá-la à imitação das técnicas de produção do rum e da tafia ou ratafia, bebida consumida na América Central. O nome se popularizou na segunda metade do século XVIII e já no século XIX havia inúmeros pequenos engenhos espalhados pelo país para a fabricação de rapadura e aguardente.

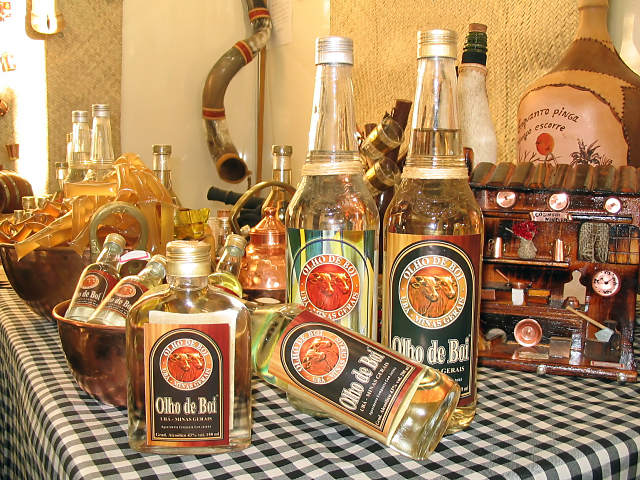
Cachaça

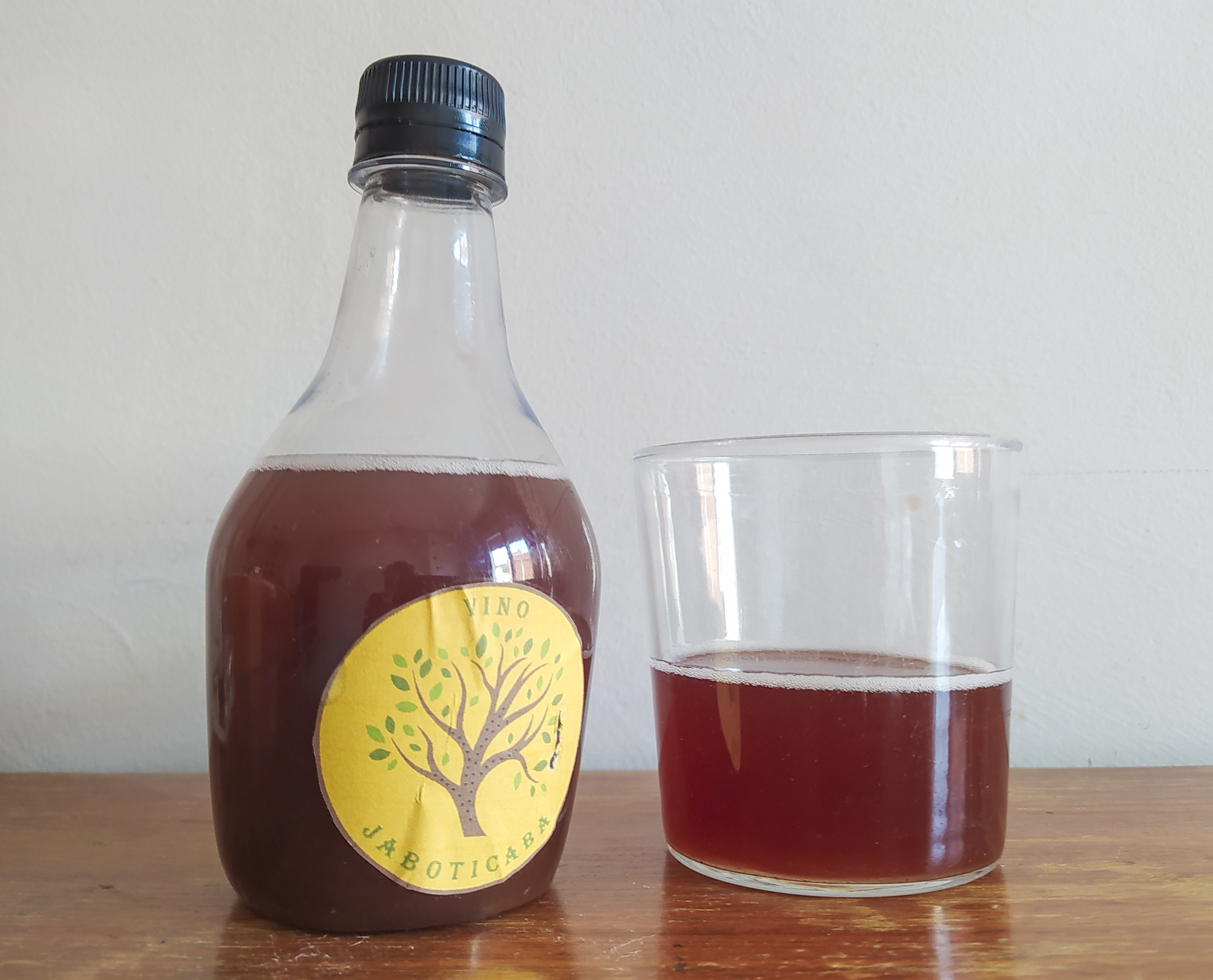
Vinho de jabuticaba, tradicional de Varre-Sai (RJ).

As bebidas mais populares eram, por exemplo, a sangria, mistura de vinho com açúcar e água e os licores de técnica local ou importados da França e de Portugal e que só ganharam prestígio no Segundo reinado, quando eram servidos ao fim dos jantares da aristocracia. Outras bebidas foram introduzidas no país acompanhando os estrangeiros, com a abertura dos portos em 1808. A cerveja tornou-se comum no século XIX, mas havia sido introduzida no país desde fins do século XVIII. Havia diversas cervejarias a princípio nas cidades litorâneas, mas depois nas maiores cidades e a Antártica e a Brahma foram fundadas em 1885 e 1888 respectivamente. Era consumida apenas em bares e botequins até a popularização da geladeira.
O café, cafezinho, demorou a se popularizar sendo consumido a princípio como remédio ou sedativo. Formou-se o hábito de ser servido para visitas, preparado na hora e também tomado em padarias e confeitarias. Atualmente, o Brasil produz uma grande variedade de vinhos brancos e tintos, além dos sucos de uva. Tem se tornado referência internacional na produção de espumantes. Segundo o Instituto Brasileiro do Vinho, o país é o quinto maior produtor no hemisfério sul. Essa história teve início em 1532 com a introdução das primeiras videiras e difundiu-se, mais tarde, com a imigração italiana. Os estados que se destacam na produção, comercialização e consumo da bebida são Rio Grande do Sul, Santa Catarina, Paraná, São Paulo, Espírito Santo, Minas Gerais, Mato Grosso, Goiás e a região do Vale do São Francisco entre Pernambuco e Bahia. No noroeste do Rio de Janeiro, os ítalo-brasileiros, não dispondo de uvas, produzem desde fins do séc. XIX, o vinho de jabuticaba.
A diversidade de bebidas alcoólicas do Brasil se estende também às cervejas artesanais e aos destilados finos. Recentemente o país se tornou lar de inúmeras cervejarias artesanais de alta qualidade com reconhecimento nacional e internacional. Simultaneamente, a produção de gin no Brasil tem se destacado globalmente, com alguns rótulos sendo reconhecidos como os mais premiados do mundo em competições internacionais de destilados. A riqueza e a diversidade da produção de bebidas alcoólicas no Brasil refletem a rica tapeçaria cultural do país e contribuem para uma paisagem gastronômica vibrante e variada.
Na atualidade, as bebidas que mais caracterizam o país, e que também possuem considerável ou alto nível de consumo, são:
- Batida: Coquetel típico da culinária brasileira, suco de frutas batido com cachaça e açúcar.
- A caipirinha, um coquetel feito com cachaça e limão, originário do interior de São Paulo, como o nome já diz.
- A cachaça, álcool de cana.
- Guaraná, uma bebida carbonatada refrescante feita de guaraná da floresta amazônica.
- Chimarrão, principalmente na Região Sul do país.
- Suco de caju. Outros sucos famosos que são típicos do país são os de maracujá, goiaba, acerola e graviola.
- Licor de jabuticaba
- Limonada suíça, preparada com gomos de lima com raspas, cubos de gelo, açúcar e água.
- Quentão, bebida feita com cachaça e especiarias, servida principalmente durante as Festas Juninas.
- Água de coco
- Caldo de cana

## Folclore e superstições alimentares

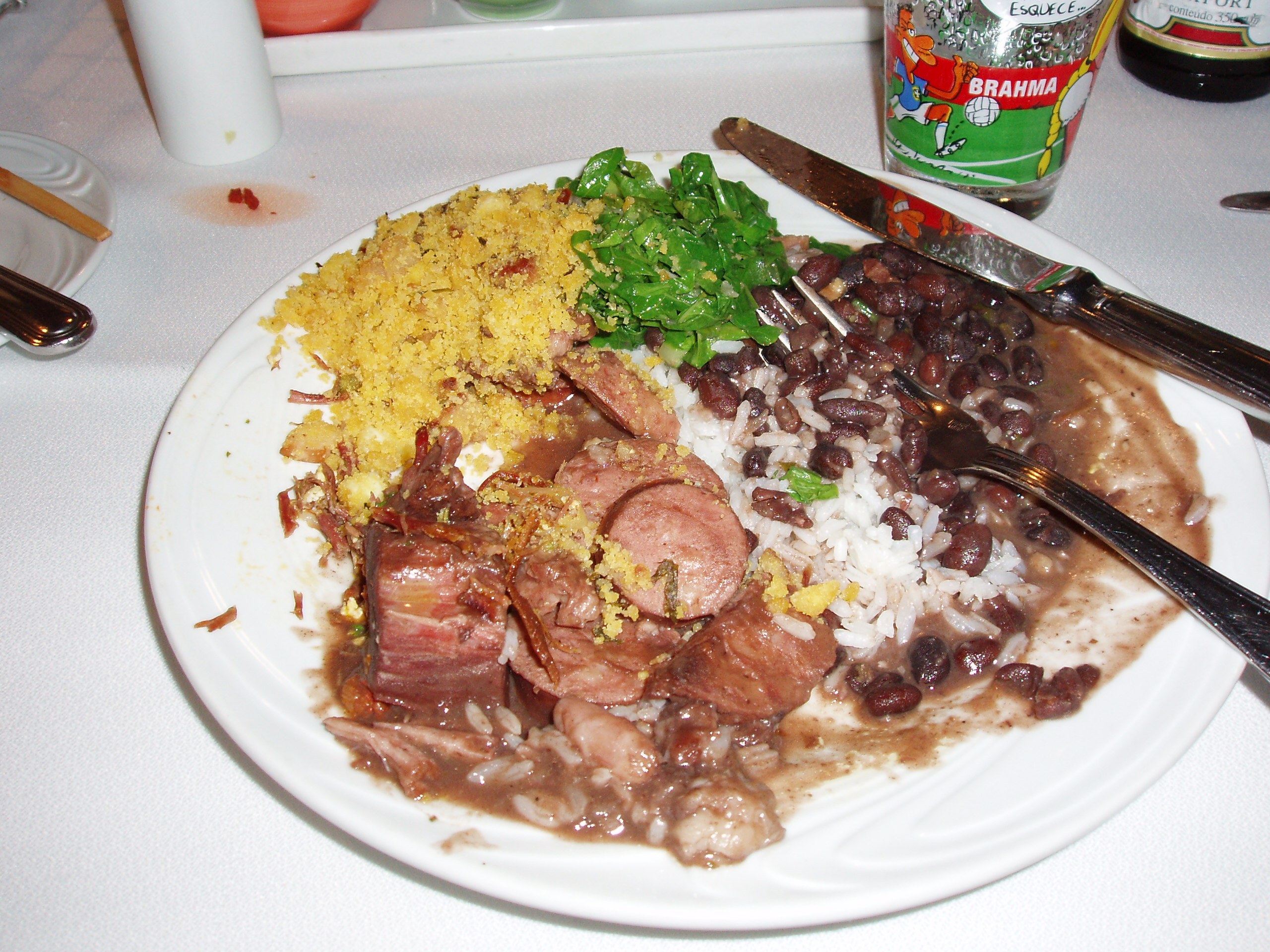
Feijoada à brasileira com diversos acompanhamentos: arroz, mandioca frita, torresmo, laranja, caipirinha, entre outros.

A maioria das superstições brasileiras à mesa tem origem portuguesa. Algumas tribos indígenas evitavam apenas comer seus animais totem e os escravos tinham o costume de não deixar restos de comida no prato para que não pudessem ser utilizados por seus inimigos.
A base das restrições envolve a mistura de comidas e a ingestão de bebidas após certos alimentos. A salada de frutas, por exemplo, era mal vista devido a isso. Da mesma forma, a ingestão de cachaça após certos alimentos como leite, mangas, melancias, bananas e farinha, ou o leite com pinhas, banana-anã, jacas e, principalmente, mangas. O leite, aliás, por ser visto como um alimento completo não necessitaria de outros e por isso a mistura faria mal à saúde. Outras restrições envolvem o comer em excesso que causaria doenças, como o consumo da cana-de-açúcar e de melancias ao sol e ainda outros alimentos teriam efeitos medicinais, como a cachaça que cortava os efeitos da gripe e dos resfriados e as frutas cítricas.
Algumas crenças envolviam o credo religioso católico, quando evitavam falar "nomes feios" à mesa, comer despido, ou de chapéu, por acreditar que fosse uma ofensa a Jesus, ao Anjo da Guarda ou a algum santo que estivesse presente durante as refeições. Ainda devido a religião era o tabu dos treze convivas à mesa, isso porque durante a Última Ceia, havia treze pessoas à mesa.

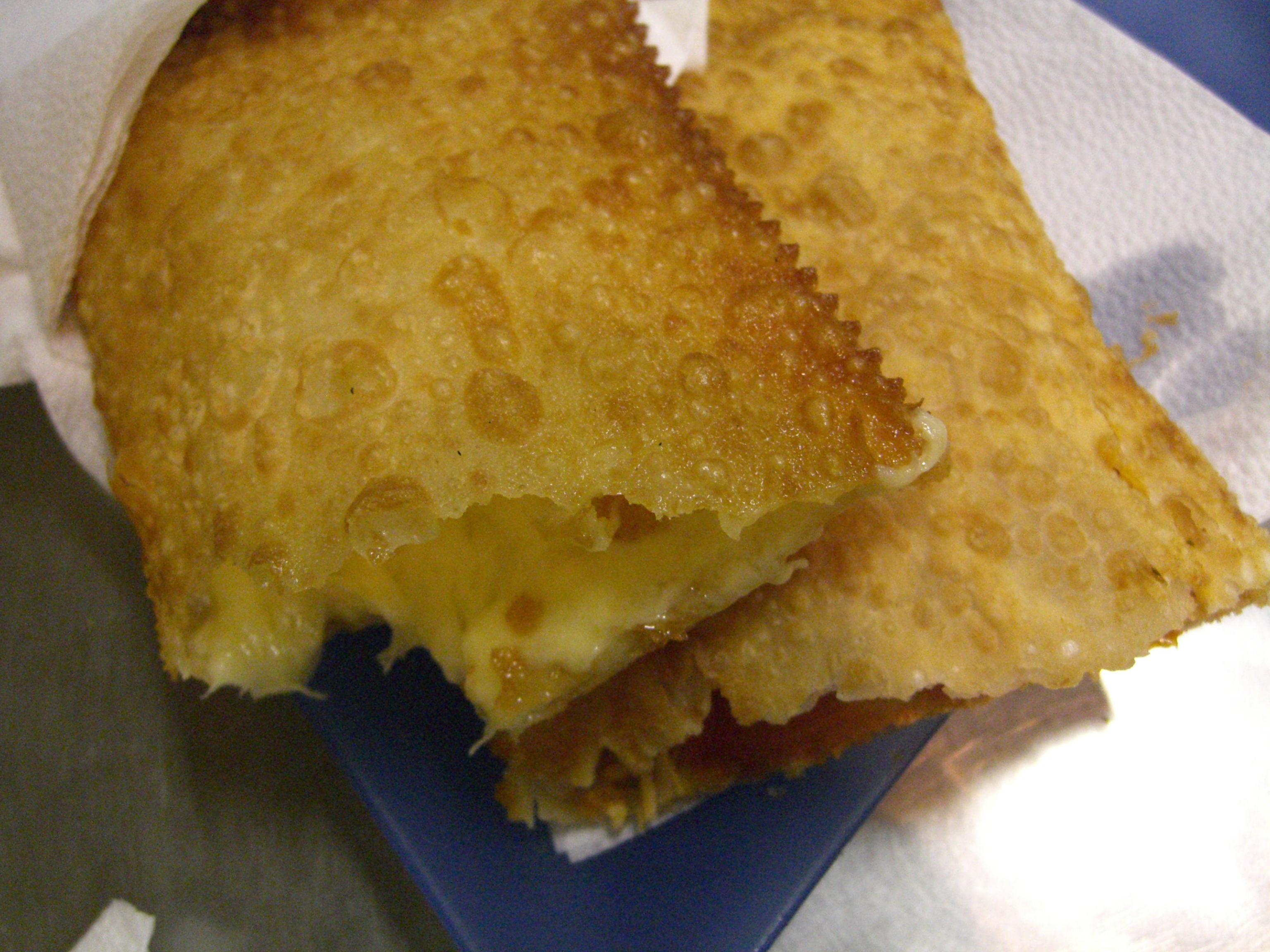
Pastel

Aquando da utilização do fogão à lenha algumas superstições envolviam o acendimento e o apagamento da chama. Por exemplo, a utilização de papel para acender o fogo, fazia com que a comida ficasse sem sabor. Não se devia apagar o fogo com água, ou pisando-se sobre as brasas, nem acendê-lo pelo meio ou atiçá-lo com objetos metálicos. Jogava-se alho ao fogo para afugentar o diabo quando o fogo estivesse soltando faíscas.
Durante o preparo, há ainda a crendice da boa e da má mão. Ter boa mão é preparar a comida com qualidade, de forma rápida. Culpa-se a má mão quando não se acertam os temperos ou o preparo. Ainda outras crenças envolvendo o preparo incluem o mexer a comida em uma única direção e por uma única pessoa e a proibição de bater na borda da panela com a colher o que poderia ameaçar o preparo, "fazê-lo desandar".